# Camps de concentració per als japonesos americans

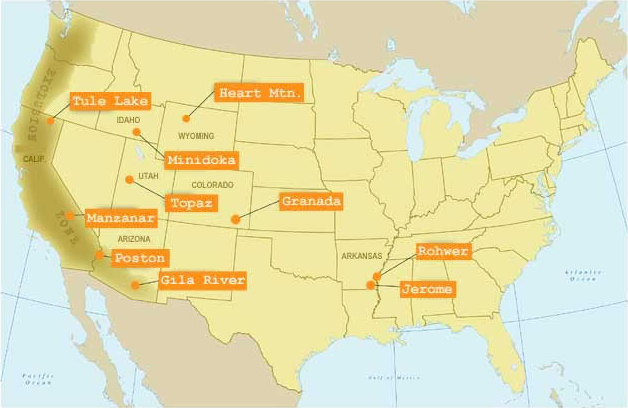
La zona d'exclusió i els camps de concentració per a japonesos.

Els camps de concentració per als japonesos americans foren establerts a l'oest dels Estats Units durant la Segona Guerra Mundial per a la reclusió forçosa d'unes 110.000 a 120.000 persones d'origen japonès que vivien a la costa oest. El 62% dels internats eren ciutadans estatunidencs. L'ordre de reclusió fou dictada pel president Franklin D. Roosevelt poc després de l'atac a Pearl Harbor per part de l'Imperi Japonès.
Aquestes mesures repressives es van aplicar de maneres molt diferents segons si hi havia més o menys població afectada i, encara més important, depenent de criteris polítics a cada estat o ciutat: més de 110.000 japonesos americans, gairebé tots residents a la costa oest, foren desplaçats i reclosos als camps de l'interior, mentre que a Hawaii, on hi havia més de 150.000 japonesos que representaven més d'un terç de la població total, només foren internades en camps de concentració entre 1.200 i 1.800 persones. L'internament va estar més condicionat pel racisme que imperava a la costa oest que per un hipotètic perill militar que poguessin suposar els japonesos americans.
El president Roosevelt ordenà la deportació i l'empresonament amb l'Ordre Executiva 9066, del 19 de febrer del 1942, que autoritzava els comandaments militars regionals a designar "àrees militars" de les quals "poden ser excloses algunes o totes les persones". L'autoritat militar va utilitzar aquest poder per declarar totes les persones d'origen japonès excloses de tota la costa oest: la totalitat de d'Alaska i Califòrnia, l'oest d'Oregon i de Washington, i el sud d'Arizona, amb l'excepció dels camps de concentració que hi va establir el govern. Aproximadament uns 5.000 japonesos van emigrar voluntàriament fora de la zona d'exclusió abans del març de 1942, i uns 5.500 prohoms de la comunitat japonesa ja es trobaven a la presó des de l'atac a Pearl Harbor. Però la majoria dels prop de 130.000 japonesos americans de la costa oest foren trets a la força de casa seva durant la primavera del 1942.
L'Oficina del Cens col·laborà en la persecució dels japonesos americans facilitant les dades personals d'aquests ciutadans. Durant més de mig segle es va estar negant el fet, però finalment el 2007 va sortir a la llum la documentació. El 1944, el Tribunal Suprem sentencià la constitucionalitat dels desplaçaments forçosos, però evità pronunciar-se sobre la detenció de ciutadans americans sense judici.
El 1980, pressionat per la reivindicació popular, el president Jimmy Carter obrí una investigació per determinar si el govern havia fet bé de tancar els nikkei als camps de concentració. L'informe que va fer la Comissió, amb el títol de Personal Justice Denied, inclou poques proves de sedició per part dels japonesos i conclou que l'empresonament es va fer per racisme, recomanant que el govern pagués una reparació als supervivents. El 1988, el president Ronald Reagan feu aprovar una llei per demanar perdó i concedir a cada persona supervivent dels camps una reparació de 20.000 dòlars. Aquesta llei també reconeix que les accions governamentals s'havien basat en "prejudicis racials, histèria de guerra i caiguda del liderat polític". En total, el govern federal va pagar més d'1.600.000 dòlars en reparacions a 82.219 nikkei que havien estat internats o als seus hereus.
Dels 127.000 japonesos que vivien al territori continental dels Estats Units a l'època de l'atac a Pearl Harbor, 112.000 eren a la costa oest. Aproximadament 80.000 eren nisei (segona generació de japonesos nascuts a Amèrica i amb nacionalitat americana) i sansei (tercera generació: els fills dels nisei). La resta, gairebé 50.000, eren issei (primera generació, immigrants nascuts al Japó que no podien obtenir la nacionalitat, segons la llei).

## Abans de la Segona Guerra Mundial
A causa principalment dels canvis sociopolítics iniciats amb la Restauració Meiji i de la recessió causada per la brusca obertura de l'economia japonesa al mercat mundial, la gent va començar a emigrar del Japó el 1868 a la recerca de feina per poder sobreviure. Entre 1869 i 1924, aproximadament, 200.000 persones emigraren a Hawaii, la majoria per treballar a les plantacions de canya de sucre. Uns 180.000 van passar a la Costa Oest dels Estats Units, on es van establir com a grangers o comerciants. Molts hi van arribar abans que el Pacte de Cavallers de 1907 entre el Japó i els Estats Units tanqués la possibilitat d'immigrar als treballadors no qualificats. Com que es permetia el reagrupament familiar, es va estendre la pràctica d'immigrar primer homes solters i després, amb l'ajut de tota una xarxa d'intermediaris, casar-se per poders i fer venir les dones.
Com que la població japoamericana no parava de créixer, els blancs hi van oposar resistència perquè en temien la competència, i exageraven la idea que les "hordes asiàtiques" pretenien prendre'ls les terres i els negocis. L'anomenat perill groc portà a la creació de diverses organitzacions xenòfobes que pressionaren amb èxit per restringir els drets de propietat i de ciutadania als immigrants japonesos, tal com abans ja s'havia fet contra els immigrants xinesos. Des de finals del segle xix es van anar introduint diverses lleis destinades a frenar la immigració asiàtica. Així, la llei del 1924 que prohibia la immigració dels japonesos seguia l'exemple de la del 1882 dictada contra els xinesos.
La prohibició de la immigració l'any 1924 produí curiosament un tall generacional molt ben definit dins de la comunitat japonesa dels Estats Units. Els issei eren exclusivament els que havien arribat abans del 1924, i alguns conservaven l'anhel del retorn al seu país d'origen. Com que no es va permetre més la immigració japonesa, tots els nisei nascuts després del 1924 eren, per definició, nascuts als Estats Units i, per tant, automàticament ciutadans americans. Però la llei prohibia els immigrants japonesos obtenir la nacionalitat, de manera que esdevenien dependents dels seus fills per, per exemple, llogar o comprar qualsevol propietat.
Tot i la prohibició als issei d'esdevenir ciutadans americans, adquirir propietats, votar o presentar-se a les eleccions, sí que van contribuir al desenvolupament del país: per exemple, van introduir sistemes de rec per al conreu de fruites, verdures i flors en terres que abans eren ermes. Tant a les ciutats com a les àrees rurals, els kenjinkai, comunitats d'immigrants que procedien de la mateixa prefectura, i els fujinkai, associacions de dones budistes, organitzaven esdeveniments públics i obres de caritat, donaven préstecs financers, i construïen escoles per ensenyar la llengua japonesa als infants. En no ser permesos als barris dels blancs, els petits comerços dels japonesos prosperaren als seus propis barris (Nihonmachi o Japantown) de ciutats com Los Angeles, San Francisco o Seattle.
Els anys 1930, la Intel·ligència Naval (ONI) es va preocupar pel creixement del poder militar japonès a l'Extrem Orient i al Pacífic, de manera que van començar a vigilar la comunitat japonesa de les illes Hawaii. Des del 1936, per ordre del president Roosevelt, van començar a confeccionar una "llista especial dels que podrien ser els primers a ser portats a un camp de concentració en cas de conflicte" entre el Japó i els Estats Units. El 1939, també per ordre del president, l'ONI i l'FBI van col·laborar per compilar un "Índex de detenció en custòdia", molt més extens. Roosevelt encarregà a Charles Munson una investigació sobre els japonesos que vivien a la Costa Oest dels Estats Units i a Hawaii. Després de treballar amb els agents de l'FBI i de l'ONI, i d'entrevistar moltes famílies d'origen japonès, Munson conclogué que el "problema japonès" simplement era inexistent. El seu informe al president, del 7 de novembre del 1941, "certificà un notable, i fins i tot extraordinari grau de lleialtat entre aquest grup ètnic generalment sospitós". Un informe posterior de Kenneth Ringle, lliurat al president el gener del 1942, també va trobar poques proves de deslleialtat dels japonesos americans i desaconsellà l'empresonament massiu.

## Després de Pearl Harbor

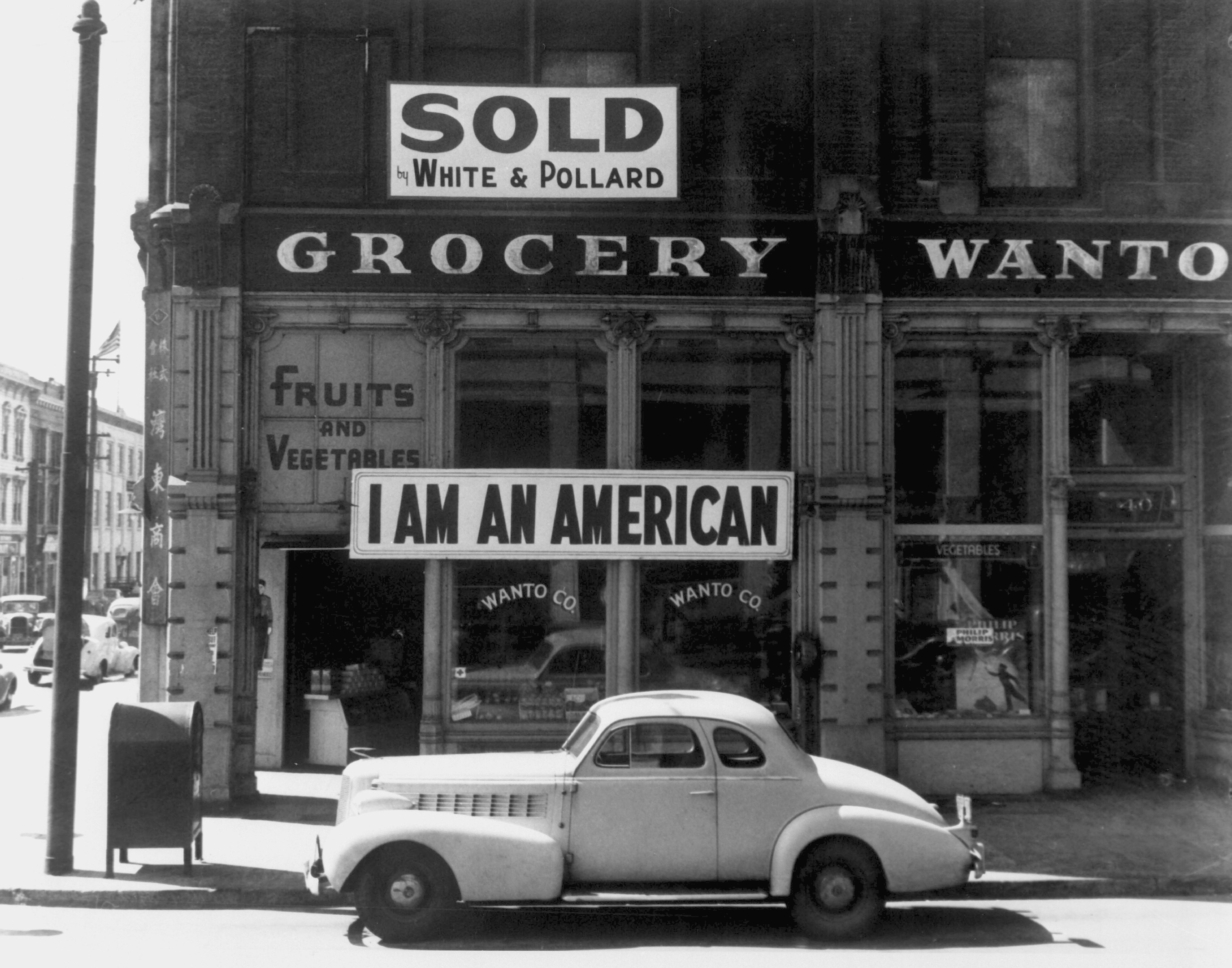
Un comerciant penjà aquest cartell l'endemà de l'atac a Pearl Harbor. Poc després fou internat.

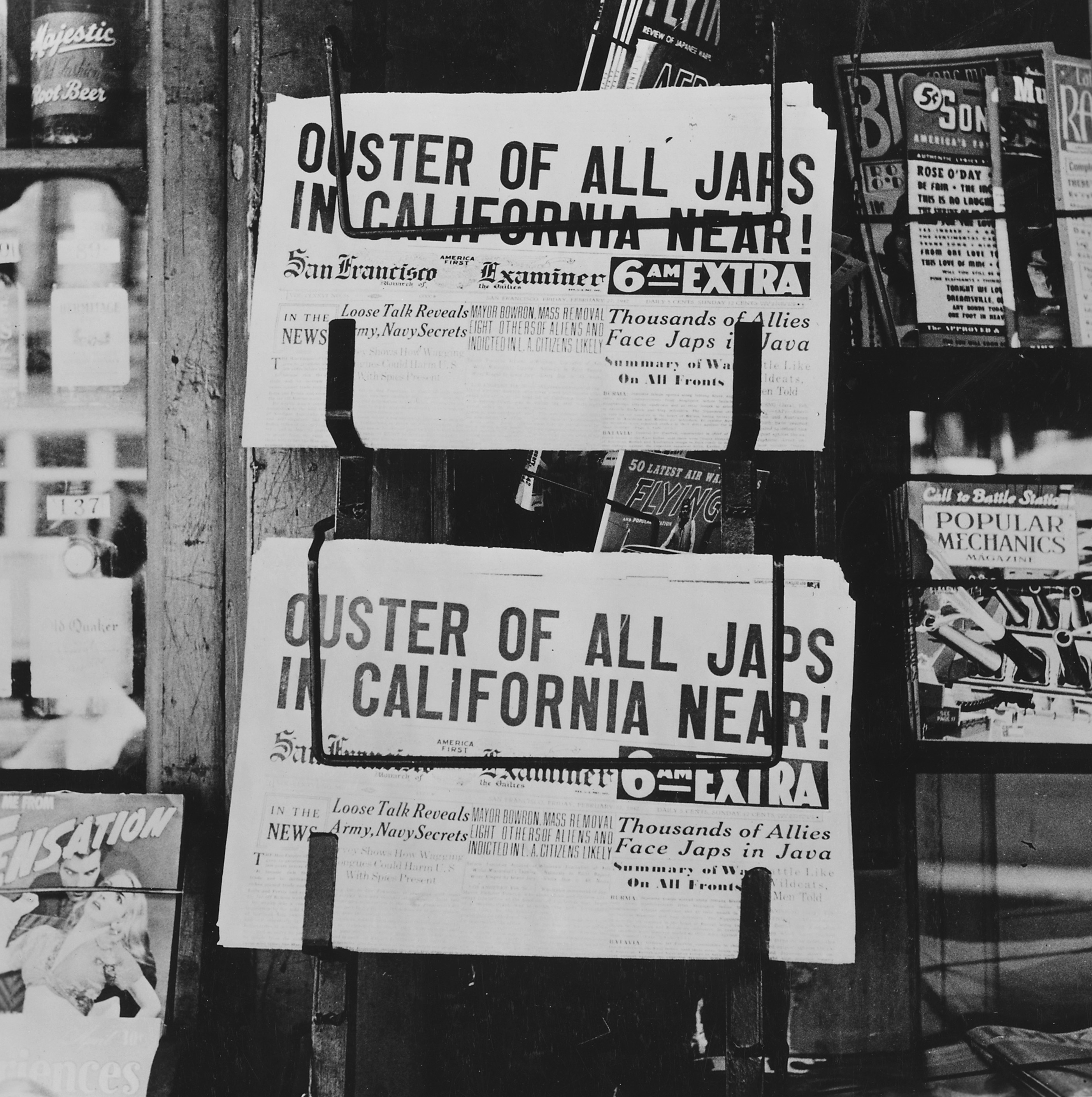
El diari San Francisco Examiner, 27 de febrer de 1942: "Ben aviat l'expulsió de tots els japos de Califòrnia".

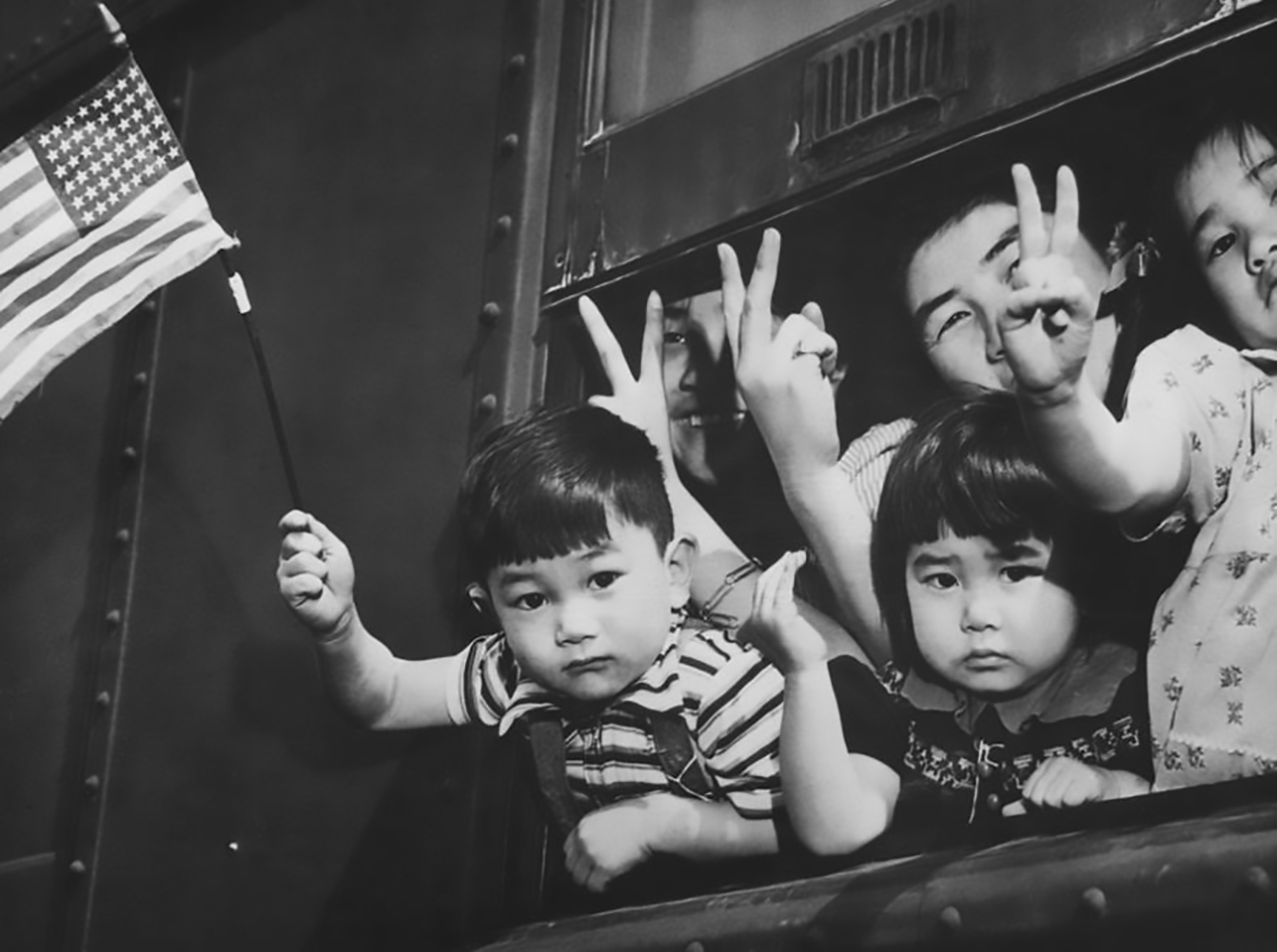
Un grup de deportats fent onejar la bandera americana per la finestreta del tren al sortir de Seattle, 30 de març de 1942.

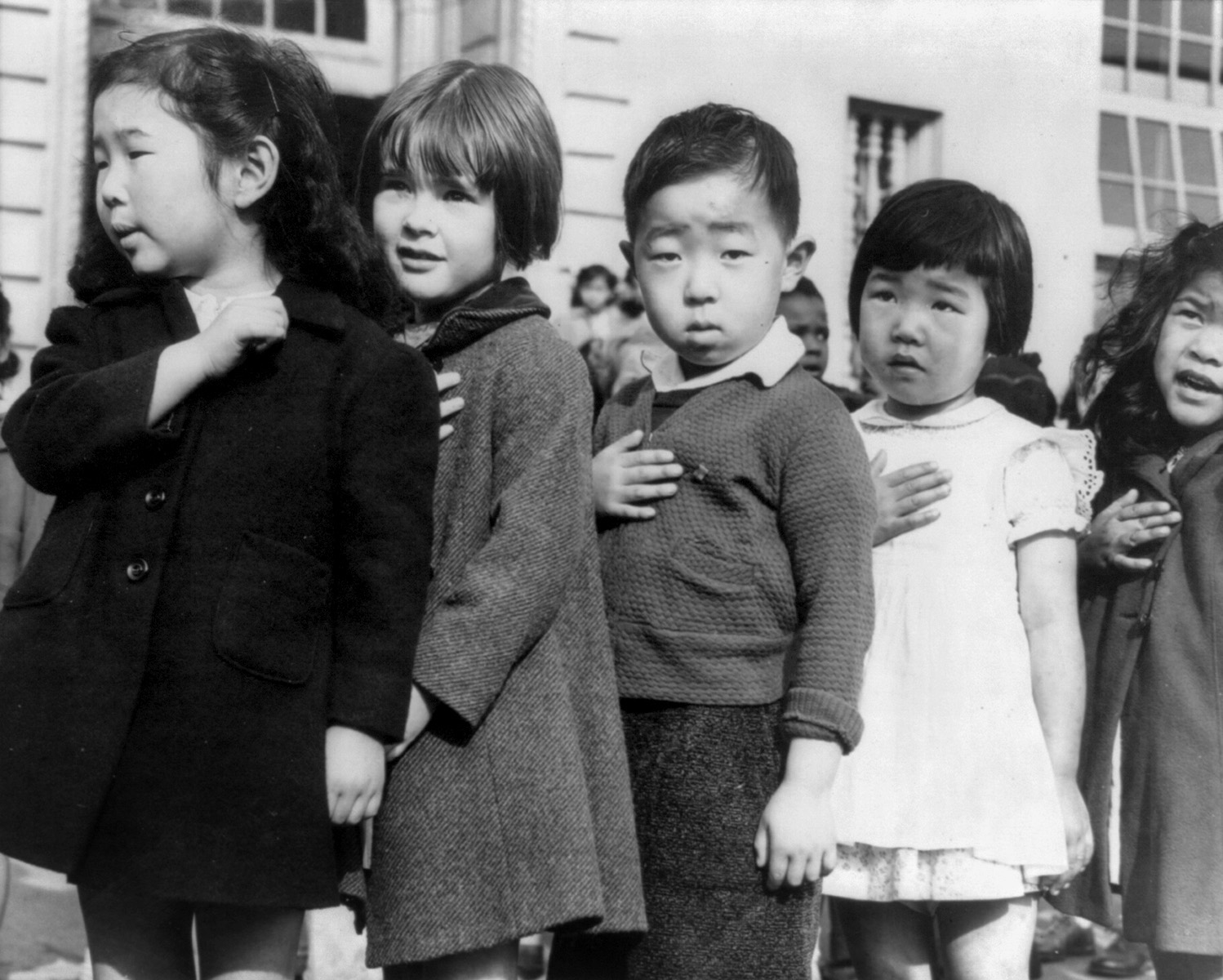
Nens fent la salutació a la bandera a l'escola, a San Francisco, l'abril de 1942, poc abans de l'internament.

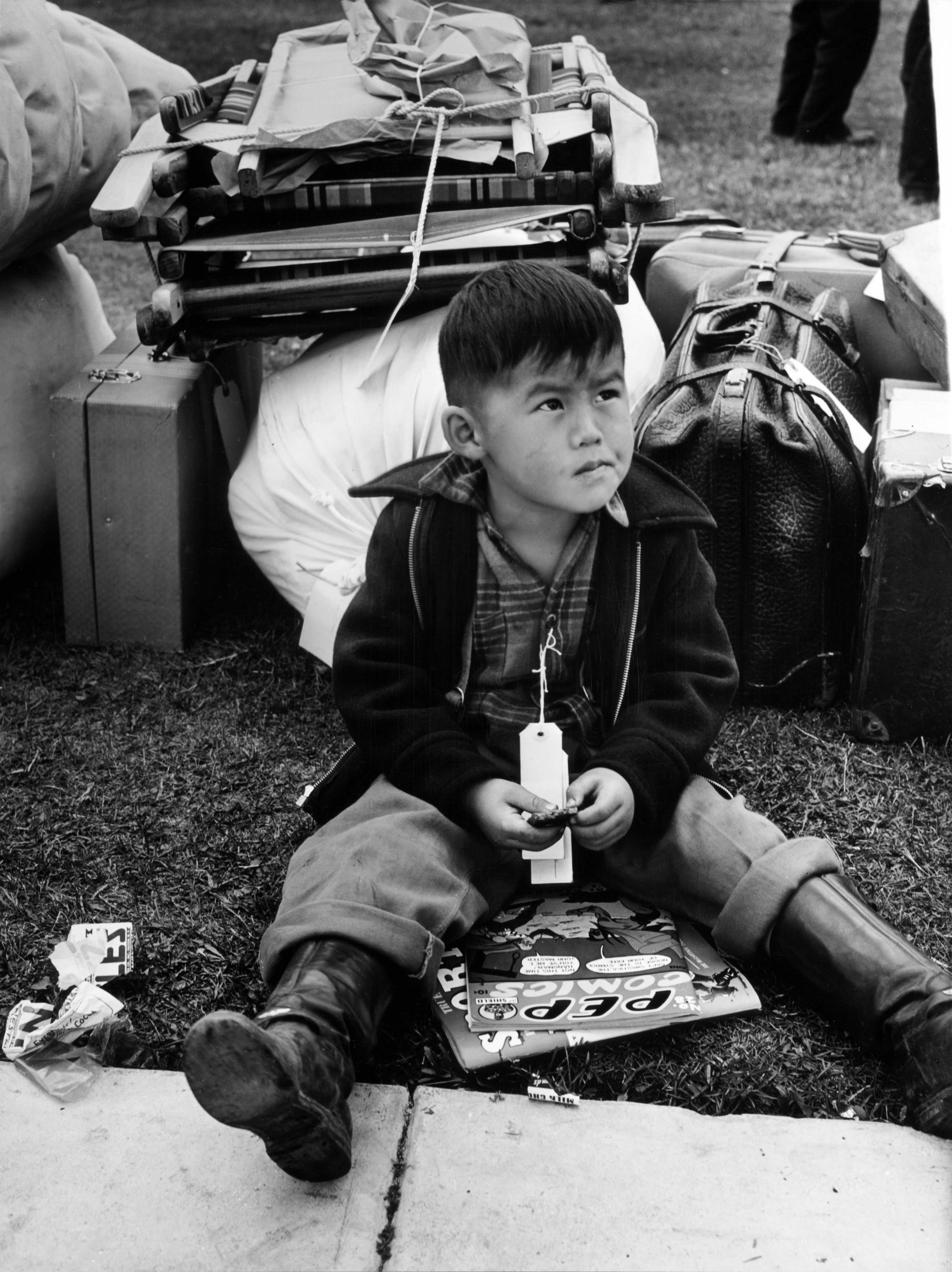
Un nen etiquetat per a l'evacuació, el maig de 1942.

L'atac a Pearl Harbor el 7 de desembre de 1941 va fer pensar els caps militars i polítics nord-americans que l'Imperi Japonès preparava un atac a gran escala al territori continental dels Estats Units. Vista la ràpida conquesta japonesa de l'Extrem Orient i de moltes illes del Pacífic entre 1936 i 1942, alguns americans es temien que l'exèrcit japonès fos imparable.
L'opinió pública americana al principi tolerava la gran població japoamericana que es concentrava a la Costa Oest, i el diari Los Angeles Times els va definir com "bons americans, nascuts i educats com a tals". Molta gent considerava que la lleialtat dels nikkei envers els Estats Units era inqüestionable.
Però sis setmanes després de l'atac, l'opinió pública a tota la Costa Oest es va girar en contra dels japonesos americans de la regió, amb la premsa bullint amb les sospites d'activitat de la quinta columna. Tot i que des del govern, inclòs el president Franklin D. Roosevelt i el director de l'FBI J. Edgar Hoover, es desmentien els rumors d'espionatge japonès per part de la població japoamericana, la pressió de l'opinió pública va créixer fins a imposar-se a la versió oficial. Polítics i militars estaven seriosament preocupats per la lleialtat d'aquest grup ètnic després de l'incident de l'illa Niihau, a Hawaii, en què un aviador japonès es va estavellar i diversos hawaians d'origen japonès el van ajudar en un enfrontament sagnant contra nadius hawaians.
Part dels dubtes sobre la lleialtat dels japonesos americans sembla que venien més de prejudicis racials que de cap prova de desafecció. És significativa l'opinió del tinent general John L. DeWitt, cap del Comandament de l'Oest, i responsable del programa d'internament, que solia declarar a la premsa que "Un japo és un japo", i que testificà al Congrés:
Malgrat no tenir res sòlid, el 2 de gener la cambra legislativa de l'estat de Califòrnia emeté una nota de premsa on declarava que "els japonesos ètnics" eren "totalment inassimilables", que seguien sent súbdits lleials de l'emperador del Japó, i que les escoles de japonès en realitat difonien idees racistes de superioritat japonesa.
Després de l'atac a Pearl Harbor i basant-se en una llei de 1798, el 7 de desembre de 1941 es van dictar els decrets presidencials 2525, 2526 i 2527 per declarar les persones d'origen japonès, alemany o italià "enemics estrangers". Posteriorment, el Decret 2537, del 14 de gener de 1942, obligà els "estrangers" a declarar a l'FBI qualsevol canvi d'adreça, ocupació o nom. Se'ls prohibia entrar a la zona d'exclusió i, si ho feien, patirien "arrest, detenció i internament fins al final de la guerra".

### Ordre Executiva 9066 i actuacions relacionades
L'Ordre Executiva 9066, signada pel president Roosevelt el 19 de febrer del 1942, autoritzà els comandaments militars a designar "àrees militars" segons el seu criteri, de les quals "poden ser excloses algunes o totes les persones". Aquestes "zones d'exclusió" no es destinaven als "enemics estrangers", sinó a qualsevol persona que volgués decidir l'autoritat militar, tant si era estranger com si tenia la ciutadania americana. Aquestes zones van acabar incloent aproximadament un terç del territori dels Estats Units, entre la costa oest i la costa est. Al contrari dels japonesos, que el programa de deportació i reclusió va afectar tot el col·lectiu indiscriminadament, en el cas dels alemanys i dels italians, es va actuar individualment, detenint només a persones determinades (inclosos els que eren ciutadans americans).
- 2 de març de 1942: El tinent general John L. DeWitt emeté la Proclama Pública núm. 1, on declara que "cada persona o grup de persones que les circumstàncies puguin requerir" podrien, arribat el moment, ser objecte d'ordres d'exclusió de l'"Àrea Militar Núm. 1" (bàsicament, tota la costa del Pacífic fins a 100 milles —160,9 km— terra endins), i requerir a qualsevol que fos descendent d'"enemics" la presentació d'una "declaració de canvi de residència" si tenien pensat viatjar.[9] Uns mesos més tard fou establerta una segona zona d'exclusió, que incloïa les àrees que havien triat per instal·lar-s'hi la majoria dels japonesos americans que havien acceptat abandonar la primera zona.
- 11 de març de 1942: L'Ordre Executiva 9095 creà l'"Oficina de Custòdia de la Propietat Estrangera", dotant-la de poders discrecionals i plens sobre tots els interessos i propietats dels estrangers. Molts béns van quedar immobilitzats, cosa que va provocar immediatament dificultats financeres per als estrangers afectats, tot preveient la seva sortida de les zones d'exclusió.[9]
- 24 de març de 1942: La Proclama Pública Núm. 3 declarà un toc de queda entre les 8 del vespre i les 6 del matí per a "tots els enemics estrangers i totes les persones amb ascendència japonesa" que es trobessin a les àrees militars.[37]
- 24 de març de 1942: El general DeWitt començà a emetre diverses Ordres d'Exclusió de Civils per a àrees concretes dins de l'"Àrea Militar Núm. 1".[37] Els japonesos americans de Bainbridge Island (Washington) foren els destinataris de la primera d'aquestes ordres, a causa de la proximitat d'aquesta illa a les bases navals del nord-oest; els van donar fins al 30 de març per preparar-se per l'expulsió fora de l'illa.[38][39]
- 27 de març de 1942: La Proclama Pública Núm. 4 del general DeWitt prohibí que tothom que tingués ascendència japonesa abandonés l'"Àrea Militar Núm. 1" per "cap motiu fins que una futura proclama o ordre d'aquesta Comandància ho permeti o ho imposi".[9]
- 3 de març de 1942: El general DeWitt emeté l'Ordre d'Exclusió de Civils Núm. 34, que ordenava a tothom que fos d'origen japonès, tan si eren ciutadans com si no, que encara seguissin vivint dins de l'"Àrea Militar Núm. 1", que es traslladessin als "Centres de reunió", on haurien de viure fins que fossin transferits als "Centres de reubicació" permanents.[9]

Les ordres de detenció tampoc no distingien les persones que només eren mig japoneses. Qualsevol que tingués almenys 1/16 de sang japonesa (és a dir, que tingués un sol rebesavi japonès) era susceptible d'anar al camp de concentració. I també s'hi van incloure les persones originàries de Corea o de Taiwan, com si fossin ètnicament japoneses, pel fet que aquests països eren colònies de l'Imperi Japonès en aquella època.

### L'Oest, a favor de l'exclusió, la deportació i l'internament
Molts pagesos blancs estaven a favor de la deportació i l'internament perquè els molestava la competència dels pagesos japonesos. Austin E. Anson, gerent d'una empresa agrícola, al diari Saturday Evening Post:
L'informe de la Comissió Roberts per al president Franklin D. Roosevelt ha estat citat com a exemple de les pors i els prejudicis que informaven el programa d'internament. L'informe pretenia relacionar els japonesos americans amb l'espionatge i fer-los còmplices del bombardeig de Pearl Harbor. El columnista Henry McLemore, que escrivia per al grup Hearst, reflectia la creixent opinió pública que inspirà l'informe:
Altres diaris californians també compartien aquesta visió. Segons l'editorial de Los Angeles Times,
Els polítics de l'estat van enfilar-se al carro dels vencedors conduït per Leland Ford, de Los Angeles, que demanà que "tots els japonesos, ja siguin ciutadans o no, siguin ubicats en camps de concentració".
L'empresonament dels japonesos americans, que tenien una participació molt significativa en l'agricultura de la Costa Oest, va deixar el sector mancat de braços, amb l'afegit que molts treballadors americans foren enllistats a les Forces Armades. Aquest buit precipità una immigració massiva de treballadors mexicans per omplir-lo, sota les directrius del "Programa Bracero". Molts japonesos internats en camps foren alliberats temporalment perquè feien falta a les seves terres durant la guerra.

### Hawaii, en contra de l'exclusió, la deportació i l'internament
De la mateixa manera que els grangers blancs de l'Oest, els empresaris blancs de Hawaii tenien els seus motius per decidir com s'havia de tractar els japonesos americans, però es van oposar a l'internament. Aquests empresaris van aconseguir impedir legalment l'empresonament dels prop de 150.000 japonesos americans que van estar a punt de ser internats en camps de concentració a l'interior de Hawaii. És a dir, que només entre 1.200 i 1.800 japonesos americans de Hawaii foren internats.
Els poderosos empresaris de Hawaii sabien que l'empresonament d'una proporció tan gran de la població de les illes tindria un efecte advers sobre la prosteritat econòmica del seu estat. Els japonesos representaven "més del 90% dels fusters, gairebé tots els treballadors del transport, i una part significativa dels treballadors agrícoles" de les illes.
Fins i tot el general Delos Carleton Emmons, governador militar de Hawaii, argumentà que el treball que feien els japonesos era "‘absolutament essencial' per a la reconstrucció de les defenses destruïdes a Pearl Harbor". Reconeixent la contribució de la comunitat japonesa americana a l'economia hawaiana, el general Emmons i molts empresaris lluitaren contra el seu internament.
Però, tot i arribar a conclusions ben diferents sobre el tracte que s'havia de donar a la comunitat japonesa americana, tant els grangers blancs de l'Oest com els empresaris blancs de Hawaii el que estaven prioritzant era la protecció dels seus interessos econòmics.

## Justificació militar de l'internament

### L'incident de Niihau
L'incident de Niihau s'esdevingué el desembre de 1941, just després de l'atac japonès a Pearl Harbor. Tres japonesos americans de l'illa hawaiana de Niihau van ajudar el pilot japonès Shigenori Nishikaichi, que s'hi havia estavellat amb el seu avió, arribant a un enfrontament armat entre hawaians de diversa ètnia. Malgrat aquest incident, el Governador Territorial de Hawaii rebutjà les crides a un internament massiu de la molt nombrosa comunitat japonesa de l'arxipèlag. Shigenori Nishikaichi és enterrat al seu poble, Imabari, al Japó. A la seva tomba hi ha escrit aquest epitafi: 'La seva meritòria acció viurà per sempre'.

### Criptografia
David Lowman, un ex-agent dels serveis d'intel·ligència, publicà un llibre on argumenta que els missatges interceptats pel projecte de desxiframent Magic plantejaven "l'espantós fantasma de xarxes massives d'espionatge", cosa que justificava l'internament. Lowman sostenia que l'empresonament massiu de tota la comunitat servia per mantenir en secret els esforços del contraespionatge americà, ja què mantenir oberta la persecució dels possibles espies japonesos americans posava en risc molta informació secreta: si la tecnologia el contraespionatge americà es posava en evidència en la celebració de judicis contra els espies, la Marina Imperial Japonesa tindria l'oportunitat de canviar els seus codis, deixant sense efecte l'avantatge estratègic que havien aconseguit els americans.
Alguns intel·lectuals van posar en dubte el raonament de Lowman de que la "deslleialtat" d'alguns japonesos americans individuals pogués legitimar "l'empresonament de 120.000 persones, inclosos nens, vells i malalts mentals". La lectura que fa Lowman del contingut dels missatges del Magic també ha estat discutida, ja que alguns estudiosos veuen en aquests missatges la demostració de que els japonesos americans no es van escoltar les crides de l'Imperi del Japó a espiar contra els Estats Units d'Amèrica. Així doncs, el llibre de Lowman hauria quedat suficientment refutat i desacreditat per defensar tesis racistes.

### Opinions expressades davant els tribunals

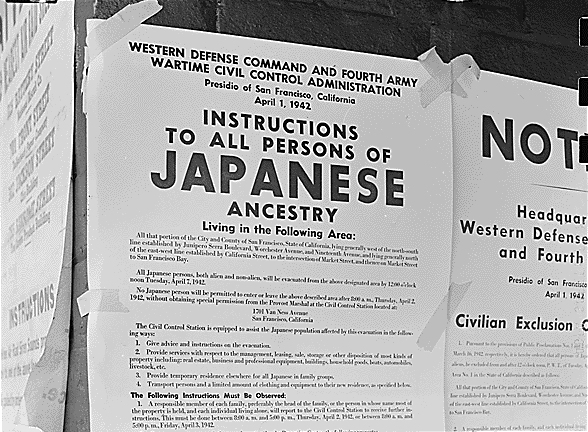
Ban d'exclusió i deportació.

Un manifest del general John L. DeWitt i el coronel Karl Bendetsen amb un biaix racista contra els japonesos americans va estar circulant i al final es va acabar de redactar en 1943–1944. La versió definitiva, amb el títol "Informe final", deia que, a causa de la seva raça, era impossible determinar la lleialtat dels japonesos americans, de manera que es feia necessari l'internament. La versió original era tan ofensiva, fins i tot enmig del clima bèl·lic dels anys 1940, que Bendetsen donà l'ordre de destruir-ne totes les còpies.
El 1980, una còpia de l'original Final Report: Japanese Evacuation from the West Coast – 1942 fou localitzada a l'Arxiu Nacional, junt amb notes que mostraven les nombroses diferències entre l'original i les versions publicades. Aquesta versió inicial era racista i pamfletària, tan que els informes de l'FBI i de l'Office of Naval Intelligence (ONI) van permetre als tribunals rectificar l'error comès amb els ciutadans Fred Korematsu, Gordon Hirabayashi i Minoru Yasui, que havien intentat debades lliurar-se de l'exclusió i l'internament. En la revisió dels judicis, els tribunals van trobar provat que el govern havia ocultat intencionadament aquest informe i altres proves crítiques, fins i tot davant la Cort Suprema dels Estats Units, que provaven que no hi havia cap raó de caràcter militar per excloure ni internar els japonesos americans. En paraules de funcionaris del Departament de Justícia escrites durant la guerra, les justificacions es basaven en "volgudes errades històriques i falsedats intencionades".

### L'informe Ringle
El maig de 2011, el procurador general dels Estats Units, Neal Katyal, després d'un any d'investigació, establí que el seu predecessor Charles Fahy havia ocultat intencionadament l'"Informe Ringle", preparat per l'Oficina d'Intel·ligència Naval (ONI), a fi de justificar les actuacions de l'administració Roosevelt en els casos dels senyors Hirabayashi i Korematsu contra els Estats Units. L'informe hauria pogut deixar sense arguments el govern quan deia que hi havia motius militars per a l'internament, ja que concloïa que molts japonesos americans no eren cap amenaça per a la seguretat nacional, i que aquestes acusacions d'espionatge estava demostrat que no tenien cap base real, d'acord amb l'FBI i amb la Comissió Federal de Comunicacions.

## Mesures implementades per l'autoritat militar

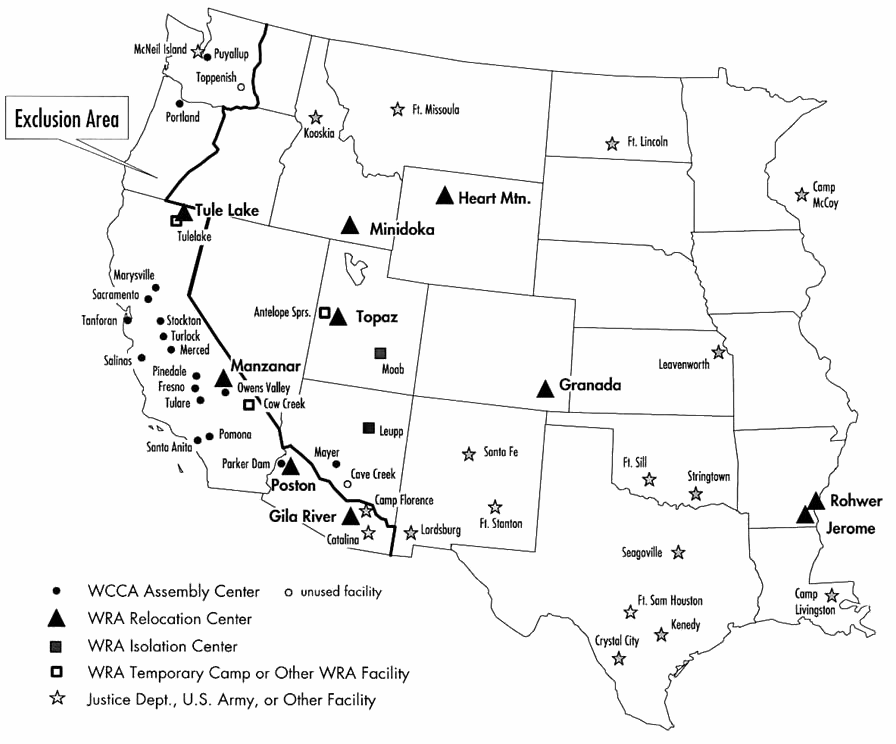
La zona d'exclusió, els camps de concentració i altres institucions per al control de la població japonesa a l'oest dels Estats Units.

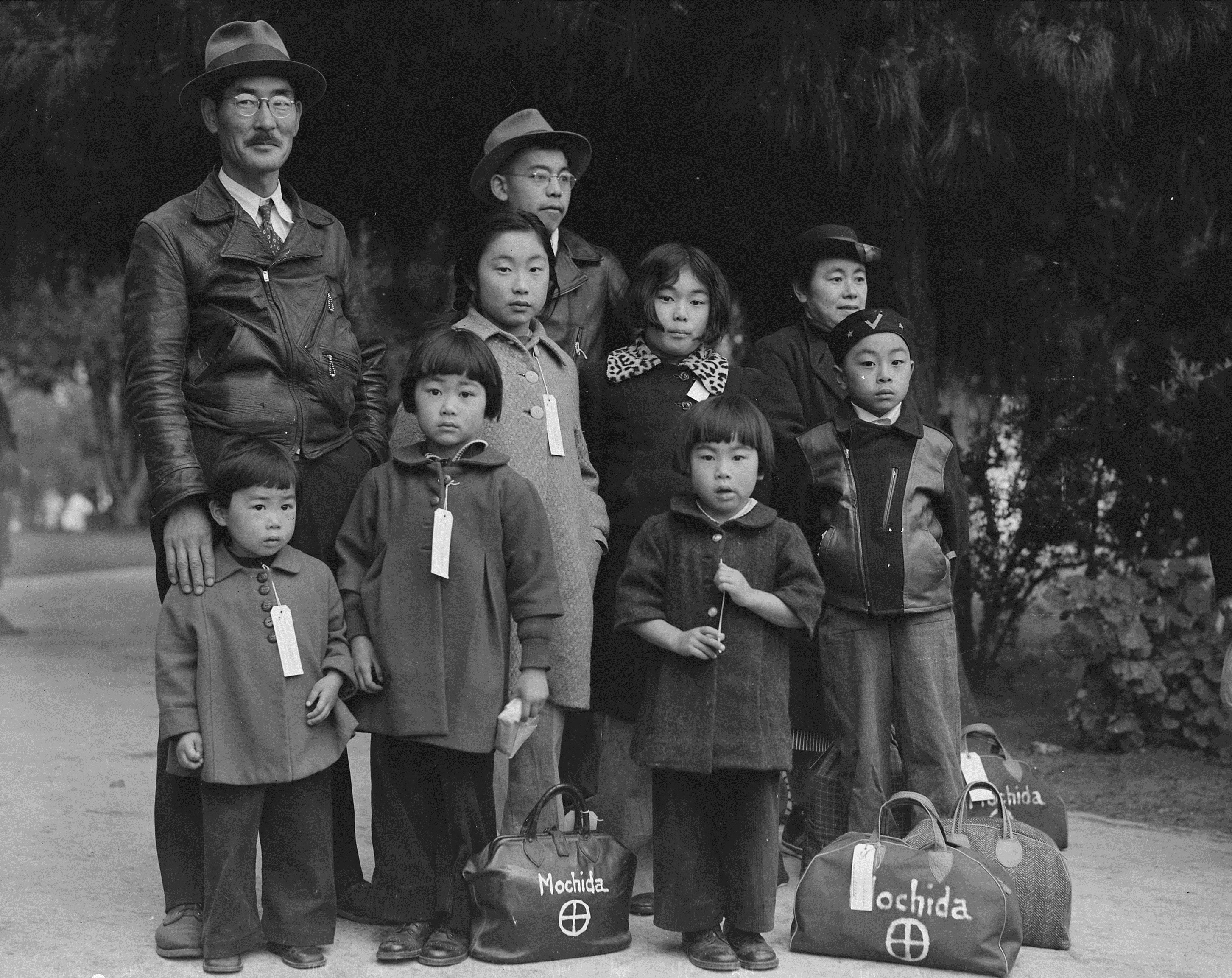
La família Mochida esperant l'autobús de l'evacuació. Les etiquetes identificatives servien per garantir que la família seguiria unida durant totes les fases de l'evacuació. Els Mochida tenien una llar d'infants i una granja amb cinc hivernacles on conreaven flors i pèsols.

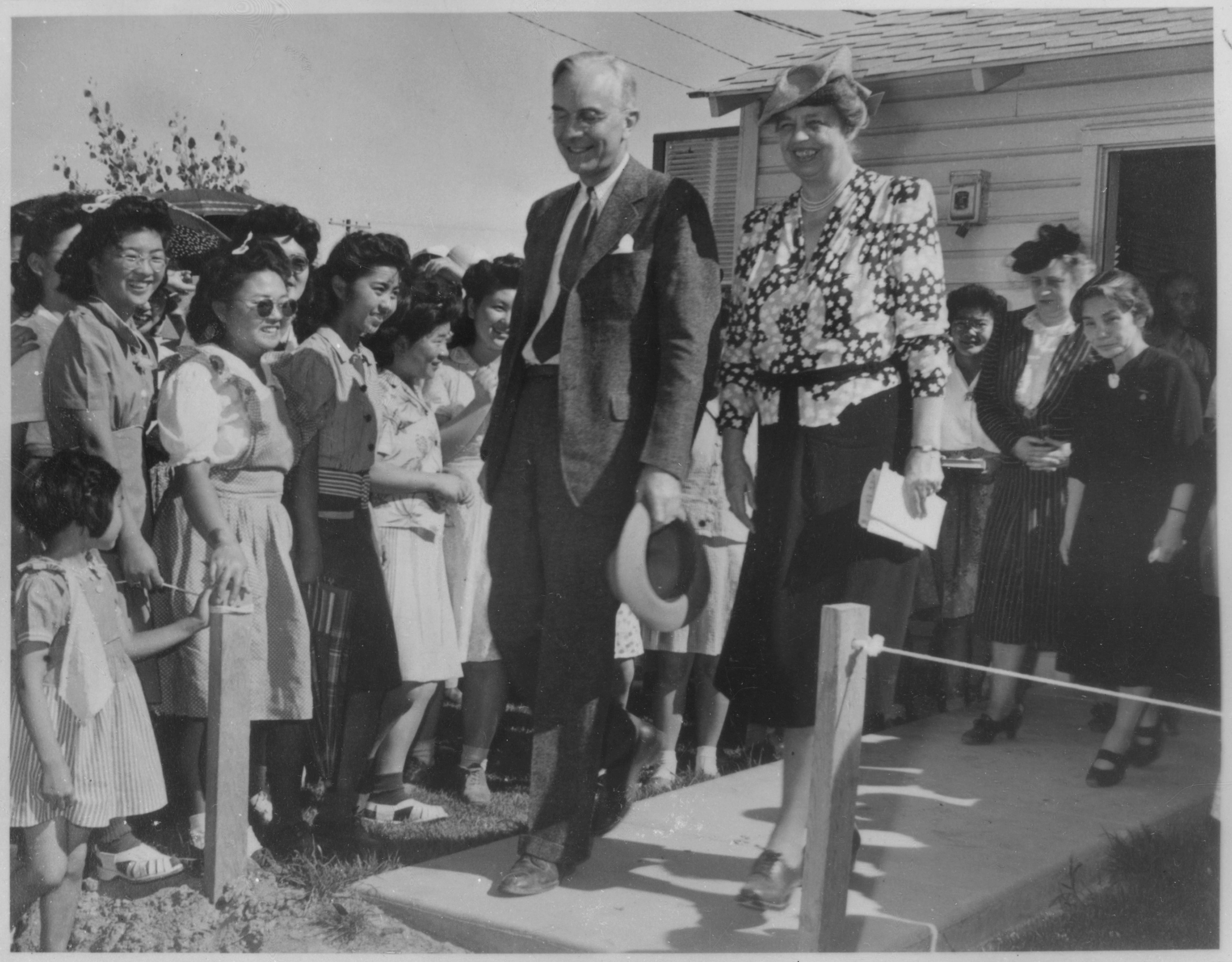
Eleanor Roosevelt i Dillon S. Myer de visita a Gila River el 23 d'abril de 1943.

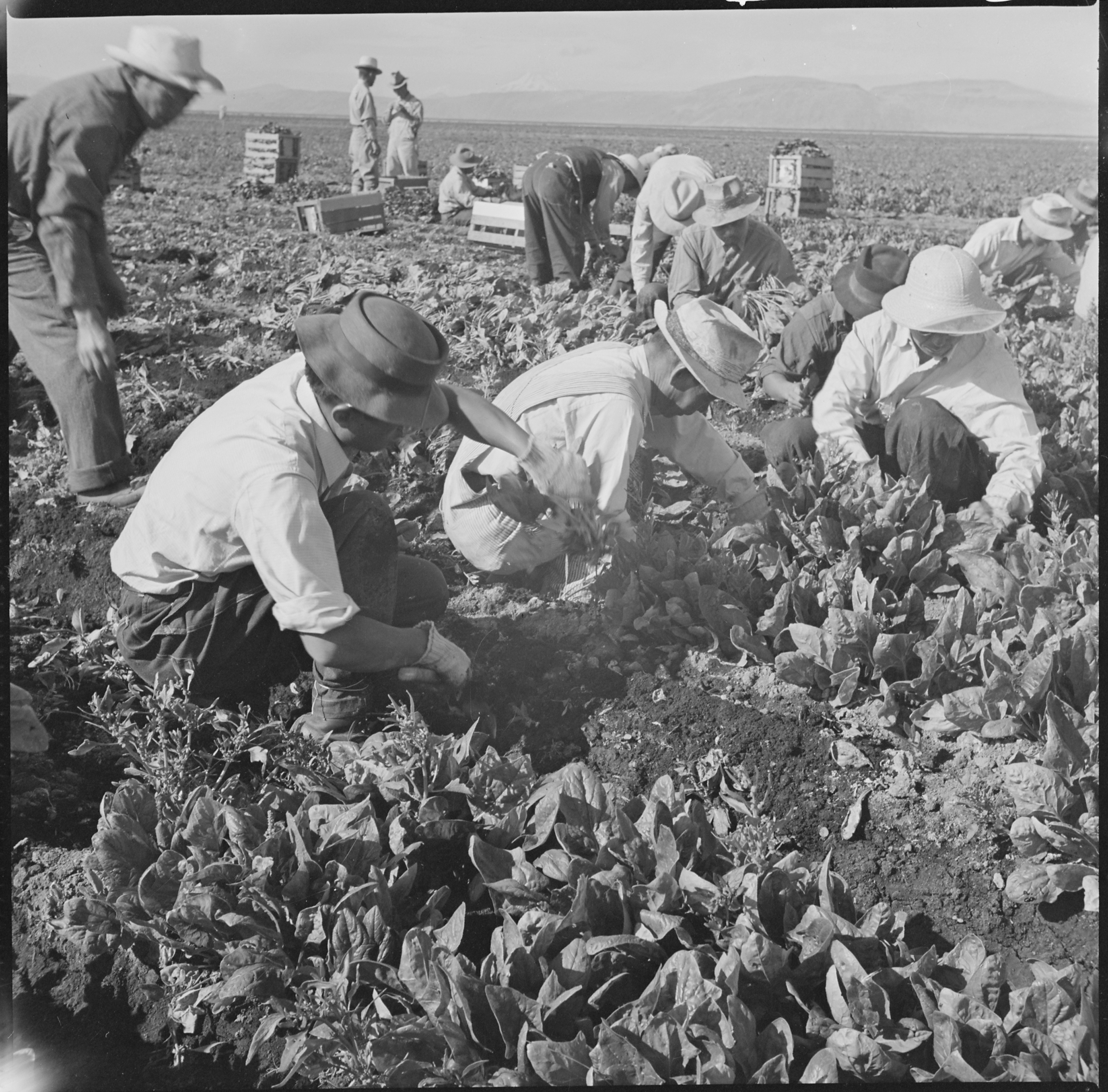
Collita d'espinacs a Tule Lake, el 8 de setembre de 1942.

Tot i que es parla simplement d'"internament" dels japonesos americans, el govern implementà diversos tipus de camps, amb funcionalitats diverses. Les instal·lacions més conegudes foren els "centres de reunió", sota el control militar de l'Administració de Control de Civils en Temps de Guerra (WCCA) i els "centres de reubicació", sota el control civil de l'Autoritat de Reubicació de Guerra (WRA). Tots aquests camps es coneixien popularment com a "camps d'internament", tot i que hi ha estudiosos que proposen acabar amb aquest eufemisme i anomenar-los directament "camps de concentració", i considerar que la gent hi eren empresonats.
D'altra banda, el Departament de Justícia (DOJ) treballava amb els que anomenava "camps d'internament", on hi tenia detinguts els sospitosos d'haver comès crims i els que tenien "simpaties amb l'enemic". El govern també tenia camps per a un nombre limitat d'alemanys ètnics i d'italoamericans sospitosos de desafecció, tot i que de vegades els tancaven als mateixos camps que als nikkei. Les instal·lacions més grans i més conegudes foren les que gestionaven la WCCA i la WRA. Els "centres de reunió" de la WCCA eren instal·lacions temporals per a les que, en un primer moment, es van aprofitar hipòdroms, recintes firals i altres espais grans. S'hi reunia i classificava els detinguts abans de traslladar-los als "centres de reubicació" de la WRA en camió, autobus o ferrocarril. Aquests darrers eren camps semipermanents on s'hi allotjava la gent desplaçada de la "zona d'exclusió" a partir de març de 1942 i fins que se'ls pogués instal·lar definitivament en qualsevol altre lloc del país.

### Centres de reunió de civils (WCCA)
L'Ordre Executiva 9066, del 19 de febrer del 1942, autoritzà la deportació de totes les persones d'origen japonès fora de la "zona d'exclusió" de la Costa Oest. Tanmateix, encara no es disposava d'instal·lacions suficients per allotjar tanta gent. Quan es va comprovar el fracàs de l'evacuació voluntària, l'exèrcit s'encarregà del trasllat forçós cap als nous camps de concentració de l'interior. El 9 d'abril de 1942 fou creada l'Administració de Control de Civils en Temps de Guerra" (WCCA, en anglès).
El govern va fer un gran esforç per habilitar els "centres de reubicació", que havien de ser poblats autosuficients en zones aïllades de l'interior del país on, a més, la població local va rebre molt malament els nous veïns "japos". Com que es va considerar que els japonesos eren massa perillosos si romanien a la "zona d'exclusió", va caldre habilitar amb urgència diverses instal·lacions temporals mentre els camps definitius s'acabaven de construir.
Sota la direcció del coronel Karl Bendetsen, el març de 1942 es van habilitar instal·lacions existents com a "centres de reunió" de la WCCA, i les obres es van acabar el 21 d'abril de 1942. 11 dels 15 "centres de reunió de civils" eren antics hipòdroms o recintes firals. Els estables on hi havia hagut bestiar es van netejar i habilitar precipitadament com a habitacions per a famílies, mentre es construïen barracons addicionals de fusta i quitrà per augmentar la capacitat d'allotjament, així com latrines comunitàries, safareigs i menjadors. Un total de 92.193 japonesos americans foren transferits a aquests centres de detenció temporal entre març i agost de 1942. Unes altres 18.026 persones foren portades directament a dos "centres de reubicació" definitius que la WRA ja tenia a punt als camps de Manzanar i Poston.
- Arcadia (Califòrnia) (hipòdrom i estables)
- Fresno (Califòrnia) (campa, hipòdrom i estables)
- Marysville (Califòrnia) (campament de jornalers agrícoles)
- Mayer (Arizona) (campament del Cos Civil de Conservació)
- Merced (Califòrnia) (campa)
- Vall Owens (Califòrnia)
- Parker Dam (Arizona)
- Pinedale (Califòrnia) (magatzems)
- Pomona (Califòrnia) (campa, hipòdrom i estables)
- Portland (Oregon) (recinte de l'Exposició de Portland; 3.800 persones van estar allotjades al pavelló principal)
- Puyallup (Washington) (campa, hipòdrom i estables; també conegut com a "Camp Harmony")
- Sacramento (Califòrnia) Camp Kohler (campament de jornalers agrícoles, on ara hi ha el Parc Walerga)
- Salinas (Califòrnia) (campa, hipòdrom i estables)
- San Bruno (Califòrnia) (hipòdrom i estables)
- Stockton (Califòrnia) (campa, hipòdrom i estables)
- Tulare (Califòrnia) (campa, hipòdrom i estables)
- Turlock (Califòrnia) (campa)
- Woodland (Califòrnia)

### Centres de reubicació de guerra (WRA)[65]
L'Autoritat de Reubicació de Guerra (WRA, en anglès) fou l'agència civil responsable de l'allotjament forçós dels civils que l'Exèrcit deportava. La instituí el president Roosevelt el 18 de març de 1942 per l'Ordre Executiva 9102 i fou liquidada el 30 de juny de 1946. El primer cap de la WRA fou el funcionari del Ministeri d'Agricultura Milton S. Eisenhower. Tres mesos després, el 17 de juny de 1942, el substituí Dillon S. Myer fins al darrer dia.
El camp de Tule Lake, tot i que al principi era com tots els altres, va acabar especialitzant-se com a centre de detenció de persones i famílies especialment sospitoses de "deslleialtat", fins i tot que haurien de ser deportades al Japó quan s'acabés la guerra.
- Manzanar, a la Vall Owens (Califòrnia), obert el març de 1942, assolí una població màxima de 10.046 captius.
- Tulelake (Califòrnia), maig de 1942, 18.789 captius.
- Poston, junt al riu Colorado (Arizona), maig de 1942, 17.814 captius.
- Gila River, a la vall del riu Gila (Arizona), juliol de 1942, 13.348 captius.
- Granada, també anomenat "Amache", (Colorado), agost de 1942, 7.318 captius.
- Heart Mountain, entre Powell i Cody (Wyoming), agost de 1942, 10.767 captius.
- Minidoka, a Eden (Idaho), agost de 1942, 9.397 captius.
- Topaz, a Delta (Utah), setembre de 1942, 8.130 captius.
- Rohwer (Arkansas), setembre de 1942, 8.475 captius.
- Jerome (Arkansas), octubre de 1942, 8.497 captius.

### Camps de detenció
Vuit "camps de detenció" dependents del Departament de Justícia, als estats de Texas, Idaho, Dakota del Nord, Nou Mèxic i Montana, van allotjar japonesos americans, principalment no-ciutadans amb les seves famílies. El govern dels camps fou encarregat al Servei d'Immigració, i la vigilància la feien la Patrulla de Fronteres i la Policia Militar. En aquests camps hi havia detinguts uns 3.800 dels 5.500 sacerdots budistes o cristians, mestres de japonès, periodistes, pescadors i dirigents veïnals que havien estat acusats de pertànyer a la quinta columna i arrestats per l'FBI després de l'atac a Pearl Harbor (els altres 1.700 foren internats als "centres de reubicació" de la WRA). També hi havia unes 7.000 persones d'origen alemany i unes 3.000 d'origen italià, tant immigrants com nascuts al país. A més, hi foren traslladats uns 500 mariners alemanys que havien estat rescatats del naufragi del vaixell SS Columbus el 1938. I, finalment, 2.264 japonesos, 4.058 alemanys i 288 italians deportats des de 19 països llatinoamericans perquè havien de participar en un programa d'intercanvi de presoners civils amb les potències de l'Eix, que després fou descartat. El maig de 1943, quan l'Exèrcit es feu càrrec en exclusiva de la detenció dels presoners de guerra, tots els civils foren transferits als camps del Departament de Justícia.
- Crystal City (Texas)[71]
- Fort Lincoln, a Bismarck (Dakota del Nord)
- Fort Missoula, a Missoula (Montana)
- Fort Stanton (Nou Mèxic)
- Kenedy (Texas)
- Kooskia (Idaho)
- Santa Fe (Nou Mèxic)
- Seagoville (Texas)
- Forest Park (Geòrgia)

## Exclusió, desplaçament i detenció
Entre 110.000 i 120.000 persones d'origen japonès van patir aquest programa d'exclusió massiva. Els van allunyar de casa seva: tot Alaska i Califòrnia, la meitat oest d'Oregon i de Washington, i el sud d'Arizona, resultant la deportació forçosa més gran de la història dels Estats Units. Uns dos terços d'aquesta gent eren ciutadans americans. El terç restant eren immigrants subjectes a la Llei d'enemics estrangers, tot i que la majoria vivien al país des de feia dècades i la legislació dels Estats Units els impedia obtenir la nacionalitat. Fins i tot foren deportats fora de la zona d'exclusió 101 nens orfes.
Tots els deportats eren duts provisionalment a algun dels 17 "Centres de reunió de civils", des d'on després la majoria anaven a algun dels 10 "centres de reubicació" permanents que estava construint la nova Autoritat de reubicació de guerra (WRA). Alguns, tanmateix, romangueren sota l'autoritat militar tota la guerra.
Molts d'aquests camps de concentració eren situats dins del territori de reserves índies, i el govern va compensar les tribus per aquest servei, no sense discussions i reclamacions posteriors.
Alguns nois i noies van poder sortir dels camps per estudiar en aquells instituts que admetien estudiants japonesos. Al principi, els permisos eren molt restringits, però a 31 de desembre de 1943 hi havia 2.263 estudiants acollits al programa.

### Toc de queda i exclusió

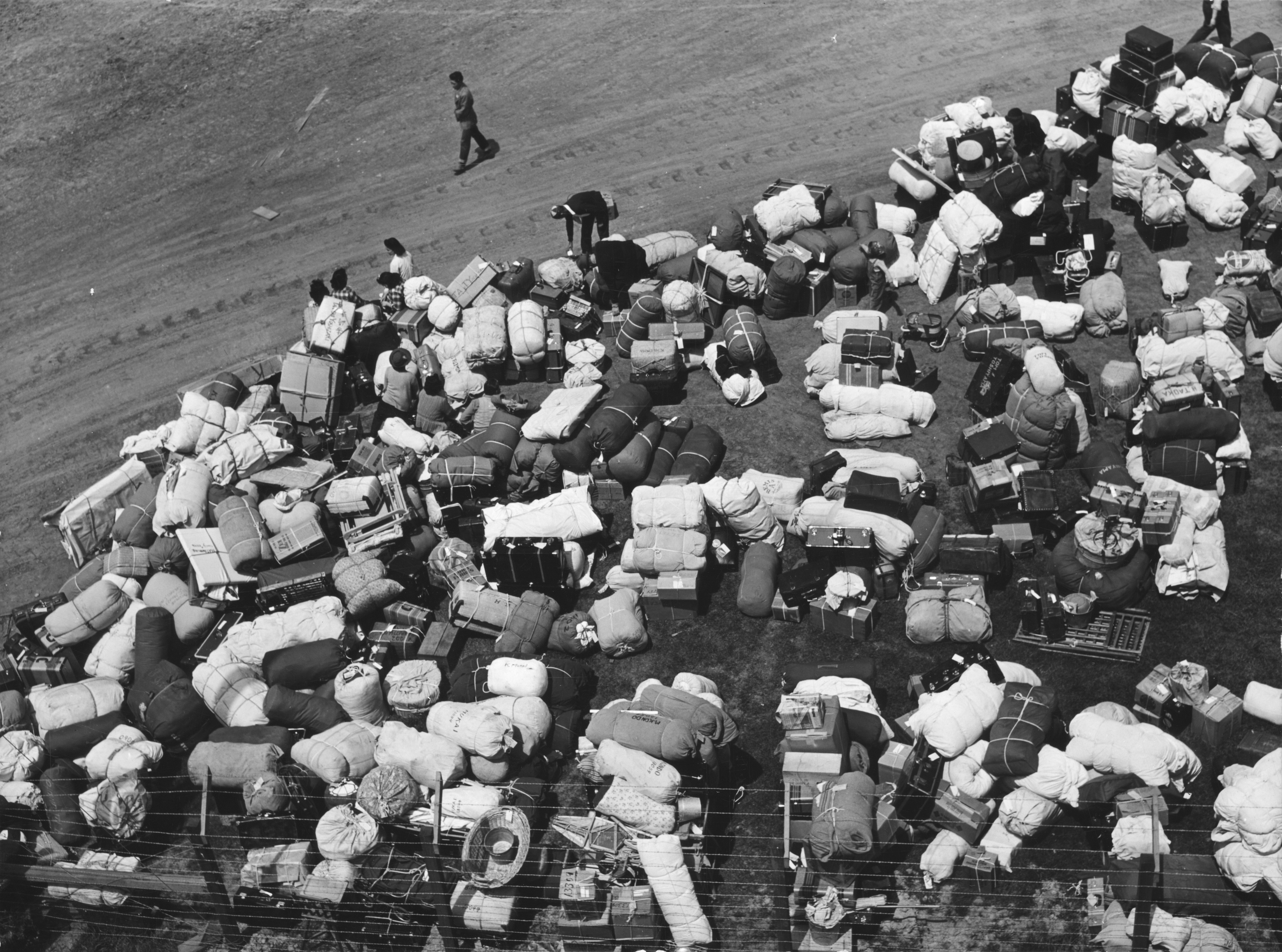
Els equipatges dels deportats, acabats d'arribar al camp de concentració.

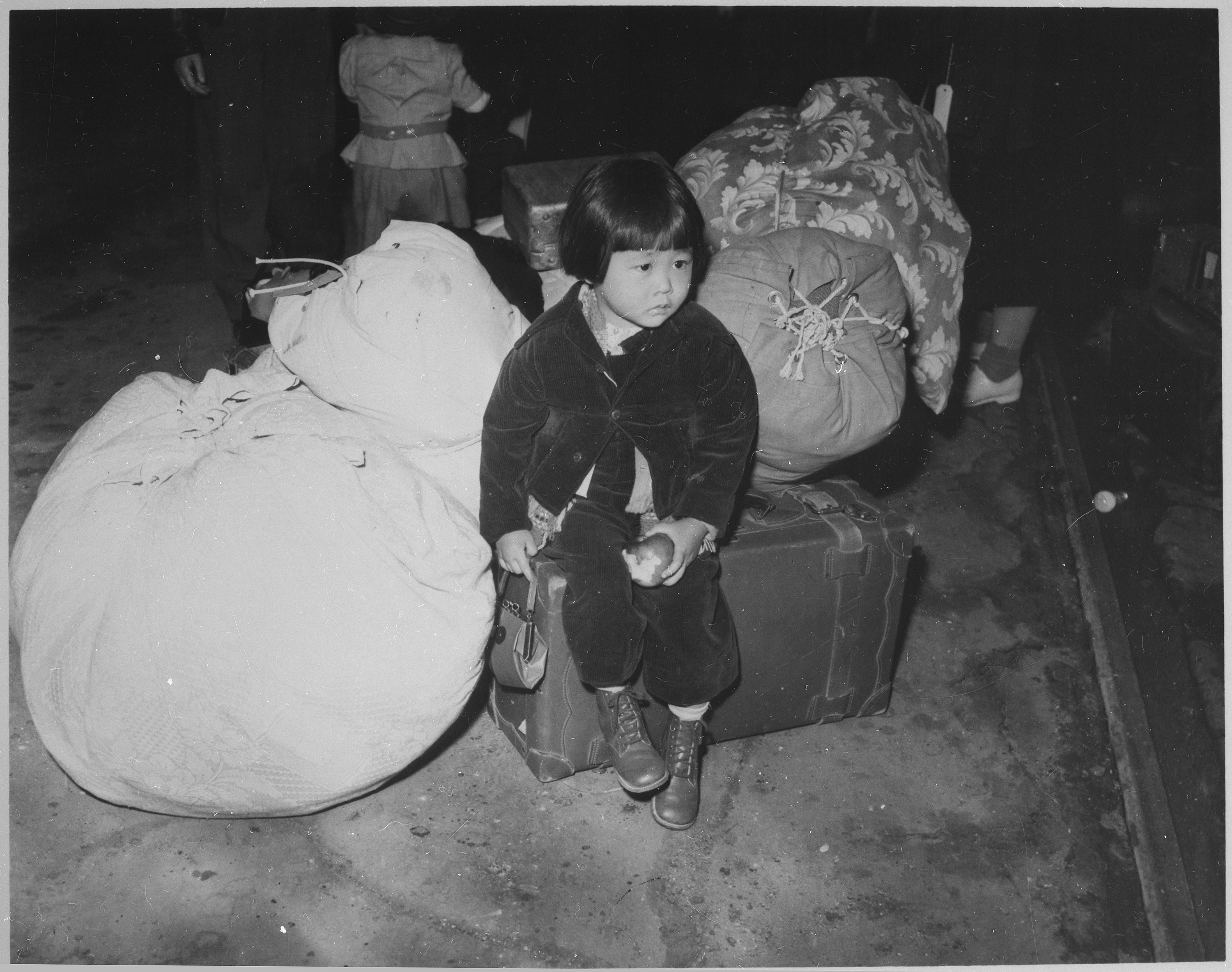
Una nena evacuada amb l'equipatge de tota la família, de camí cap al "centre de reunió" (primavera de 1942).

El 2 de març de 1942, el general John DeWitt, cap del Comandament de Defensa de l'Oest, anuncià la creació de dues zones militars restringides. L'Àrea Militar Núm. 1 consistia en la meitat sud d'Arizona i les meitats oest de Califòrnia, Oregon i Washington, incloent tot el sud de Califòrnia, al sud de Los Angeles. L'Àrea Militar Núm. 2 cobria la resta de tots quatre estats. La proclamació de DeWitt informava els japonesos americans que serien obligats a sortir de la primera zona, però podrien romandre dins de la segona. S'esperava que els afectats de l'àrea núm. 1 l'abandonessin per "evacuació voluntària". Eren lliures d'anar on volguessin, inclosa l'àrea núm. 2, fent-se càrrec de totes les despeses els mateixos obligats, però aquesta política va durar ben poc (menys d'un mes), ja que DeWitt dictà una segona proclama el 27 de març que establia el toc de queda nocturn per als japonesos americans dins de la primera zona.
El 24 de març de 1942 començà l'evacuació forçosa de tota la Costa Oest, amb l'Ordre d'Exclusió Civil Núm. 1, que donava als 227 japonesos americans residents a Bainbridge Island (Washington) sis dies per preparar-se per ser evacuats directament al camp de concentració de Manzanar (Califòrnia). El governador de Colorado Ralph Lawrence Carr fou l'únic càrrec electe a denunciar públicament l'internament inconstitucional de ciutadans americans. Això li costà la reelecció, però li garantí la gratitud de la comunitat d'origen japonès, que li erigí una estàtua a la plaça Sakura del barri japonès de Denver, la capital de l'estat. El Comandament de Defensa de l'Oest va dictar un total de 108 ordres d'exclusió en els cinc mesos següents, fins a completar la deportació de tots els japonesos americans de la Costa Oest l'agost de 1942.

### Condicions de vida als camps

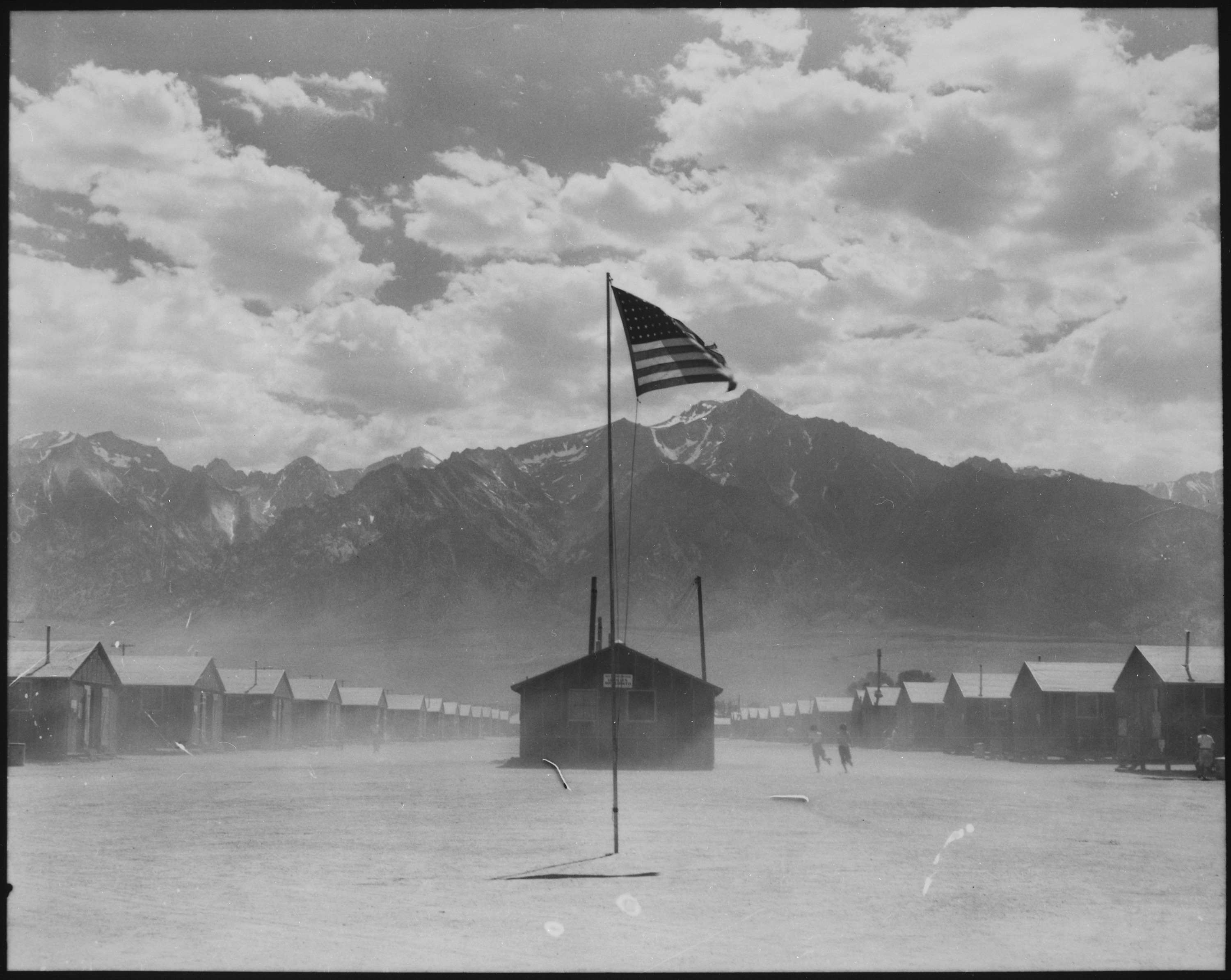
Tempesta de pols al centre de Reubicació de Guerra Manzanar.

El 1943, el secretari de l'Interior Harold Ickles escrigué: "la situació en, si més no, alguns camps d'internament de japonesos és dolenta i empitjora ràpidament". La qualitat de vida als camps depenia fortament de quina agència governamental en fos responsable, i la distinció legal entre "internat" i "reubicat" tenia efectes força significatius per a aquells que eren tancats als camps. Els camps dependents del Servei d'Immigració (INS) estaven regulats per un tractat internacional, on s'establia que havien de proporcionar aliments i allotjament d'una qualitat almenys com el nivell mínim dels camps de l'Exèrcit (WRA), però a la pràctica, en general era millor.
Segons un informe de la WRA de 1943, els internats foren allotjats en "barracons de cartró-pedra d'una estructura constructiva molt senzilla i sense cap mena d'instal·lacions de canonades, ni cuina", i el camp solia estar envoltat de fil-ferro espinós. Aquestes condicions tan espartanes complien les lleis internacionals, però distaven molt de ser correctes. Molts camps foren construïts en molt poc temps per contractistes civils durant l'estiu de 1942 segons el model dels campaments militars, de manera que resultaven poc equipats per a l'allotjament de famílies senceres. A molts d'aquests camps, s'entaforava vint-i-cinc persones en un espai concebut per a només quatre, i sense habitacions separades per a un mínim d'intimitat.
Hi havia guàrdies armats per vigilar els camps, que sempre estaven ubicats en llocs remots, al bells mig de comarques desèrtiques i lluny de llocs poblats. Normalment, es permetia als interns que visquessin amb les seves famílies, i eren tractats amb correcció mentre respectessin les normes de la reclusió. Hi ha episodis documentats de guàrdies que van disparar contra interns que intentaven travessar les tanques. De vegades, això provocava que es revisessin les mesures de seguretat als camps. En alguns casos, al final es va acabar permetent una certa llibertat de moviments fora dels límits del camp. Prop de la quarta part dels internats van poder sortir del camp on eren per viure i treballar a qualsevol lloc dels Estats Units, fora de la "zona d'exclusió". Finalment, alguns foren autoritzats a tornar a casa, dins de la "zona d'exclusió", sota la supervisió d'una família o d'una entitat americanes la lleialtat de les quals havia estat comprovada prèviament.
L'expressió "shikata ga nai" (traduïda lliurement per "no se'l pot ajudar") fou emprada generalment per resumir la resignació de les famílies internades pel seu desamparament respecte d'aquestes condicions. La denúncia la feren els fills, com per exemple al llibre de memòries Farewell to Manzanar, de Jeanne Wakatsuki Houston i James D. Houston.

### Assistència mèdica
Abans de la guerra, hi havia 87 metges i cirurgians, 137 infermeres, 105 dentistes, 132 farmacèutics, 35 optometristes i 92 tècnics de laboratori d'origen japonès, la majoria treballant a ciutats com Los Angeles, San Francisco i Seattle. Amb la deportació, l'Administració de Control Civil de Guerra organitzà amb el Servei de Salut Pública i molts d'aquests professionals, que també havien estat deportats, per establir centres mèdics als diversos "centres de reunió temporal". Tot i que es recomanava oficialment un metge per cada 1.000 pacients i una infermera per cada 200, això no fou possible. La poca salubritat dels camps obligà els sanitaris a prioritzar les vacunacions per sobre de la medicina general, l'obstetrícia i la cirurgia. Els aliments sovint estaven en mal estat, de manera que es van produir intoxicacions massives. Els camps Topaz, Minidoka i Jerome van patir epidèmies de disenteria.
Els hospitals dels "centres de reubicació", al final, van acabar sent millors que els dels "centres de reunió", però en molts casos encara no estaven a punt quan els seus usuaris van començar a arribar i van trigar mesos a trobar-se a ple rendiment. A més, l'equipament bàsic, com ara medicaments i material de cures i d'esterilització estava molt limitat. L'escassesa de personal sanitari continuava. A més, l'administració va crear una situació de malestar entre els professionals empresonats, ja que, per exemple, al camp Heart Mountain els metges japonesos cobraven 19 dòlars mensuals, mentre que les infermeres blanques s'enduien 150 dòlars. La guerra provocà una lògica mancança de personal sanitari a tot el país, i lògicament era molt més atractiu treballar en un hospital de fora que de dins els camps de concentració. Quan la WRA començà a permetre la sortida d'alguns interns fora dels camps, molts professionals sanitaris japonesos ho van aprofitar i van marxar fora. Els que van restar als camps ho van fer en condicions molt magres: sense cap autoritat dins de l'hospital, on tot ho controlava el personal blanc, amb una discriminació escandalosa en els salaris, els conflictes es van multiplicar a diversos llocs (concretament, a l'hospital del camp Heart Mountain l'any 1943 s'hi van produir dues vagues del personal d'origen japonès).
Malgrat aquesta conjunció de negativitats, els hospitals dels camps van haver de fer una feinada per atendre les necessitats de salut de la població interna. El clima extrem de la majoria d'emplaçaments va perjudicar molt la salut sobretot dels infants i dels vells. Les freqüents tempestes de sorra als camps situats al mig del desert van provocar molts casos de malalties pulmonars com l'asma i la coccidioidomicosi, mentre que els pantans d'Arkansas, infestats de mosquits, exposaven els interns a la malària. En tots els casos, el tractament es feia íntegrament dins dels camps. S'hi van atendre gairebé 6.000 naixements, i totes les mares reberen les cures necessàries abans i després del part. Segons la WRA, es van produir 1.862 defuncions entre els deu "centres de reubicació", i les causes majoritàries foren càncer, atac de cor, tuberculosi i malalties cardiovasculars.

### Educació
Dels 110.000 japonesos americans detinguts pel govern dels Estats Units durant la Segona Guerra Mundial, uns 30.000 eren nens. Calia assegurar l'escolarització de tots aquests nens, però això no podia evitar-los l'impacte psicològic de la detenció, la deportació i l'empresonament als camps. El govern va construir unes escoles, però no va planificar res, ni va dotar els camps de cap pressupost per cobrir les necessitats educatives d'aquesta població. Les escoles dels camps estaven sobresaturades d'estudiants, però no tenien prou materials, llibres, llibretes ni pupitres per a tants estudiants. Bàsicament, aquestes escoles eren barracons de presó amb molt poques finestres. Al sud-oest, quan les temperatures pujaven amb les escoles atapeïdes de nens com estaven, el calor a les aules es feia insuportablement sufocant. Les classes estaven molt massificades. En el moment de més massificació, el camp Rohwer, a Arkansas, arrivà a tenir 2.339 interns, amb només 45 mestres titulats. La ràtio en el conjunt dels camps era de 48 nens per cada mestre a primària, i de 35 a 1 a secundària, mentre que la ràtio mitjana al conjunt del país era de 28 a 1.
El pla d'estudis es basava principalment en l'estudi de "l'ideal democràtic". Les redaccions en anglès, als camps Jerome i Rohwer, a Arkansas, tractaven sempre d'aquests "ideals americans". Al camp Topaz, els escrits dels nens eren molt patriotes i expressaven fe en l'esforç bèl·lic, però no podien ignorar la realitat de l'empresonament. Per fomentar el patriotisme, es va prohibir l'ús de la llengua japonesa als camps, i s'obligava els nens a aprendre anglès per a després, a casa, ensenyar ells als seus pares.

### Estudiar fora dels camps de concentració
Tot i que molts estudiants universitaris nisei van quedar-se amb la seva família al camp de concentració, alguns van tramitar el trasllat a algun centre de fora de la "zona d'exclusió" per poder continuar els seus estudis. L'esforç que van començar a fer aquests nois va rebre el suport d'alguns administradors educatius i també de l'American Friends Service Committee (Comitè Americà de Servei als Amics), que va engegar un ampli programa per trobar-los un lloc on anar. El Comitè dels Amics, que era una organització quàquer, va demanar al director de la WRA, Milton Eisenhower, l'admissió d'aquests estudiants a les universitats de l'Est. El 29 de maig de 1942 van crear un Consell Nacional específic per administrar aquest programa,
i el setembre següent ja havien aconseguit l'admissió de 250 estudiants procedents dels "centres de reunió" i dels camps de la WRA a les seves noves universitats. El cost de la matrícula, dels llibres i de la seva manutenció el van assumir les famílies internades als camps, però amb l'ajut de beques dotades pel govern dels Estats Units, fundacions privades i associacions estudiantils cristianes. Fora del camp, els estudiants van assumir el paper d'"ambaixadors de bona voluntat" i en això es van basar els quàquers i la WRA per combatre el prejudici antijaponès i preparar l'opinió pública en vistes al retorn dels nisei a les seves comunitats d'abans de la guerra. Hi ha molts exemples. A Richmond (Indiana), el degà de l'Earlham College, William Dennis ajudà en l'admissió d'una dotzena d'estudiants nisei per estalviar-los l'empresonament, malgrat les veus que s'hi van oposar, però això ha permès establir uns lligams estrets entre aquest centre, la comunitat japonesa americana i el Japó mateix. L'Oberlin College, a Oberlin (Ohio), acollí uns 40 estudiants nisei, un dels quals, Kenji Okuda, fou elegit president del consell d'estudiants. En total, unes 600 institucions a l'est de la "zona d'exclusió" van obrir les portes a més de 4.000 joves nisei que havien estat empresonats, la majoria quan ja estaven estudiant en universitats de la Costa Oest quan foren deportats. El Consell Nacional per ajudar els estudiants d'origen japonès fou dissolt finalment el 7 de juny de 1946.

### Esports

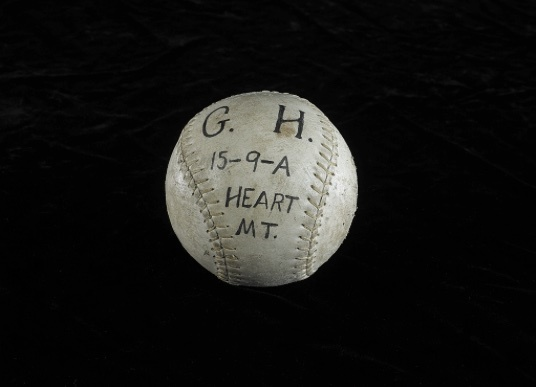
Una pilota de beisbol del camp Heart Mountain.

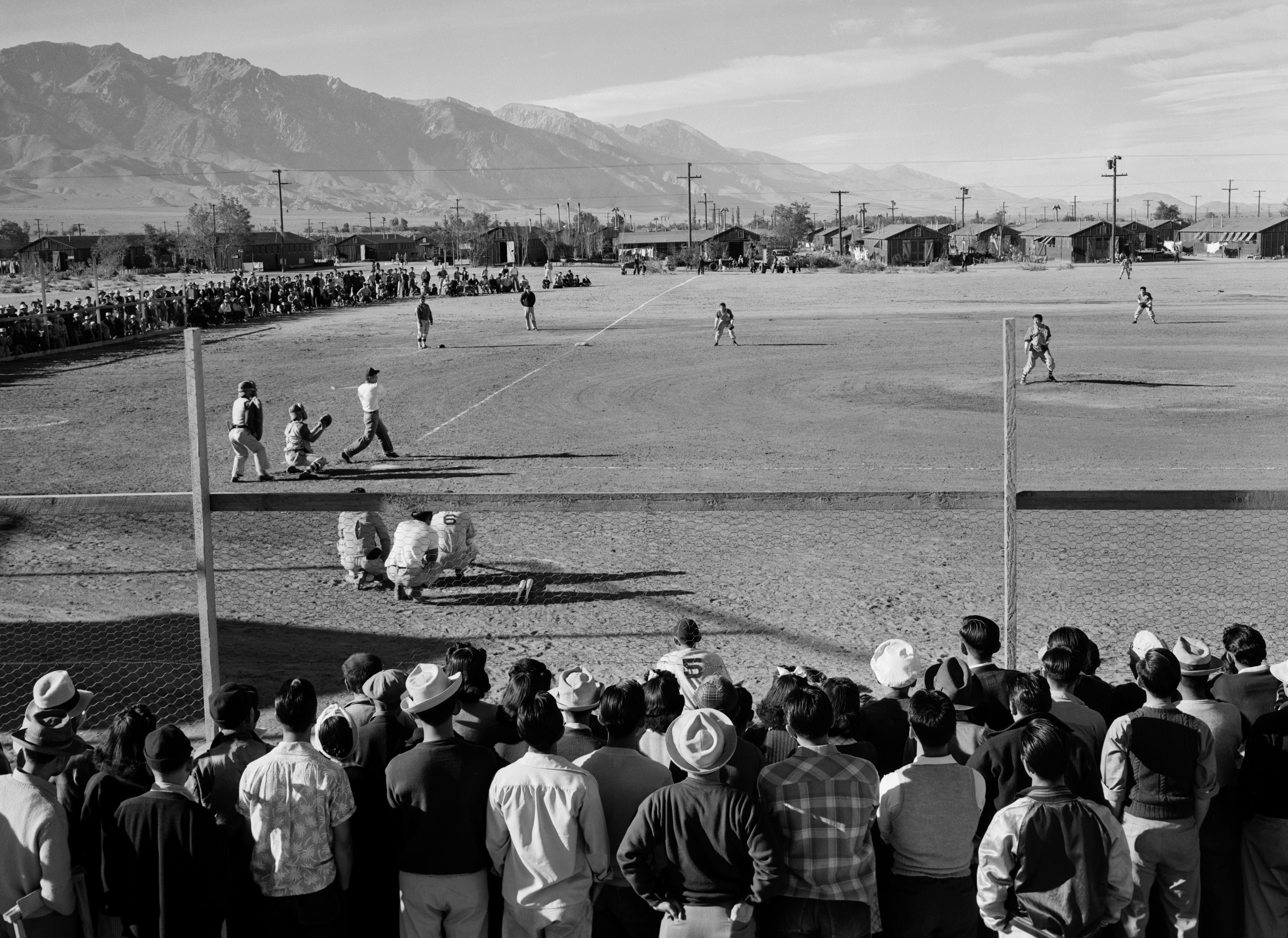
Un partit de beisbol al camp Manzanar (1943).

Malgrat la duresa de la vida als camps, els japonesos americans van organitzar equips de molt diversos esports, inclosos, naturalment, el beisbol i el futbol americà. El gener de 1942, el president Franklin D. Roosevelt publicà una carta, coneguda com la "Carta verda" i adreçada al comissionat Kenesaw Mountain Landis, on li insistia a no deixar de jugar les competicions de les Lligues Majors de Beisbol malgrat el curs de la guerra. Roosevelt hi deia que "el beisbol proporciona un entreteniment", i això valia fins i tot per als japonesos americans empresonats. Només al camp Manzanar s'hi van formar més de 100 equips de beisbol, de manera que els interns estaven una mica entretinguts, i alguns d'aquests equips portaven el mateix nom que els clubs existents abans de l'empresonament.
Homes i dones feien esport. En alguns casos, els equips de beisbol dels japonesos americans sortien del camp de concentració per jugar un partit amb els equips locals de l'exterior. Al torneig estatal d'Idaho el 1943 hi van participar equips procedents dels camps, i també es jugaven partits entre un equip de funcionaris de presons i un de presos. El dirigent Branch Rickey, que treballà contra les barreres racials al beisbol (fou ell qui portà l'afroamericà Jackie Robinson a les Lligues Majors el 1947), envià una carta a tots els camps de la WRA interessant-se per fer el seguiment d'alguns jugadors nisei. El 1943 tres jugadors nisei van fer la prova per als Brooklyn Dodgers de la mà de l'exjugador George Sisler, però finalment cap dels tres va entrar a l'equip.

### Preguntes sobre lleialtat i segregació
Al final de l'any 1943, els funcionaris de la WRA, amb la col·laboració del Departament de la Guerra i de la Intel·ligència Naval, van fer circular un qüestionari per tal de determinar el grau de lleialtat dels homes japonesos americans empresonats, ja que esperaven poder-los reclutar per al servei militar. Al principi, aquest qüestionari només es va distribuir entre els homes que d'entrada tenien possibilitats de ser acceptats per al servei, però aviat es va modificar el formulari perquè el contestessin totes les persones adultes dels camps, sense distincions. Bona part de les 28 preguntes del nou qüestionari s'adreçaven a definir l'"americanitat" del que responia, com ara si havia estudiat al Japó o bé als Estats Units, si era budista o cristià, o si practicava judo o beisbol. Les dues últimes qüestions eren molt més directes: la pregunta 27 era si hom voldria servir a les forces armades (o, en el cas de les dones, al Cos Auxiliar), i la 28 sobre si abjuraven de la seva lleialtat a l'Emperador del Japó. Totes aquelles persones que van contestar negativament a ambdues preguntes van ser conegudes com els "no-nos".
Si bé la majoria dels detinguts als camps van contestar simplement que «sí» a ambdues qüestions, aproximadament un miler, que representava un 17% del total de respostes i un 20% dels "nisei" (els fills d'immigrants japonesos, ja nascuts a Amèrica), van contestar que «no» o van replicar amb frases que no es presten a confusió, ni demostren por ni enuig pel text literal o el sentit del qüestionari. Respecte de la pregunta 27, a molts els preocupava que expressar una bona predisposició a servir a l'Exèrcit no fos equivalent a presentar-se voluntaris per al combat, mentre que altres es van sentir insultats quan se'ls demanava si arriscarien la vida per un país que els tenia empresonats a ells i a les seves famílies. Contestar afirmativament a la pregunta 28 comportava altres interpretacions: alguns pensaven que si renunciaven a ser lleials al Japó s'estava suggerint que d'alguna manera fins aleshores havien estat lleials al Japó i deslleials als Estats Units. Molts creien que serien deportats al Japó fos quina fos la seva resposta al qüestionari i es temien que si havien expressat explícitament una desafecció a l'Emperador, això seria conegut i es faria molt complicada la seva reinserció a la societat japonesa.
El 15 de juliol de 1943, Tule Lake, el camp amb un percentatge més alt de respostes negatives, fou designat per allotjar els detinguts que havien estat qualificats de "deslleials" pel que havien contestat. Durant el que restava del 1943 i els primers mesos del 1944, més de 12.000 homes, dones i nens foren transferits des dels altres camps al centre de segregació de màxima seguretat de Tule Lake.
Després d'aquests insults, el govern aprovà la Llei de renúncia (1944), que preveia la possibilitat de què els fills d'immigrants japonesos (els "nisei") i els que havien fet els seus estudis al Japó (els "kibei") renunciessin voluntàriament a la ciutadania estatunidenca. Un total de 5.589 internats ho van fer (5.461 d'aquests foren traslladats a Tule Lake). Només 1.327 dels que van renunciar a la nacionalitat americana foren repatriats al Japó, i els que van romandre als Estats Units van patir discriminació per part de la comunitat japonesa americana, durant la guerra i la postguerra, per haver renunciat voluntàriament a la nacionalitat estatunidenca. I ells temien que el seu futur fos quedar-se a Amèrica, i alhora continuar detinguts.
Aquestes renúncies foren molt polèmiques per diversos motius. Alguns defensors de l'internament van considerar que eren una prova definitiva de què la "deslleialtat" o "anti-americanisme" tenien molts seguidors entre els internats, de manera que l'internament quedava plenament justificat. Molts historiadors van discrepar d'aquest argument pel fet que no s'havia pres en consideració que aquesta petita minoria estava essent maltractada i perseguida pel seu propi govern en l'època de la renúncia:
Minoru Kiyota, una de les persones que va renunciar a la nacionalitat i que se'n va penedir ben aviat, va dir que ell només pretenia "expressar la meva ira envers el govern dels Estats Units" per haver-lo internat i per la duresa mental i física, així com la intimidació, que va haver de suportar.
L'advocat defensor dels drets civils Wayne M. Collins va aconseguir l'anul·lació de moltes d'aquestes renúncies per invàlides, a causa de les condicions de duresa i intimidació sota les quals les havia aconseguit el govern. Molts deportats eren "issei" (primera generació d'immigrants) o "kibei" (nascuts a Amèrica però educats al Japó), que sovint tenien dificultats amb l'anglès i no havien entès massa les preguntes del qüestionari. Fins i tot entre els "issei" que entenien perfectament l'anglès, la pregunta 28 els plantejava un dilema molt delicat: com a immigrants japonesos els era negada legalment la ciutadania dels Estats Units i al mateix temps se'ls requeria la renúncia a la seva nacionalitat japonesa contestant que "Sí", cosa que els convertia automàticament en persones apàtrides.
Quan el govern començà a buscar als camps de concentració voluntaris per a l'Exèrcit, només el 6% dels homes internats d'edat militar es van presentar voluntaris. La majoria dels que s'hi negaven miraven de compensar-ho amb declaracions de bona voluntat sempre que se'ls retornessin els seus drets de ciutadans americans. Al final, 20.000 homes i moltes dones de la comunitat japonesa es van allistar a l'Exèrcit dels Estats Units d'Amèrica durant la Segona Guerra Mundial.

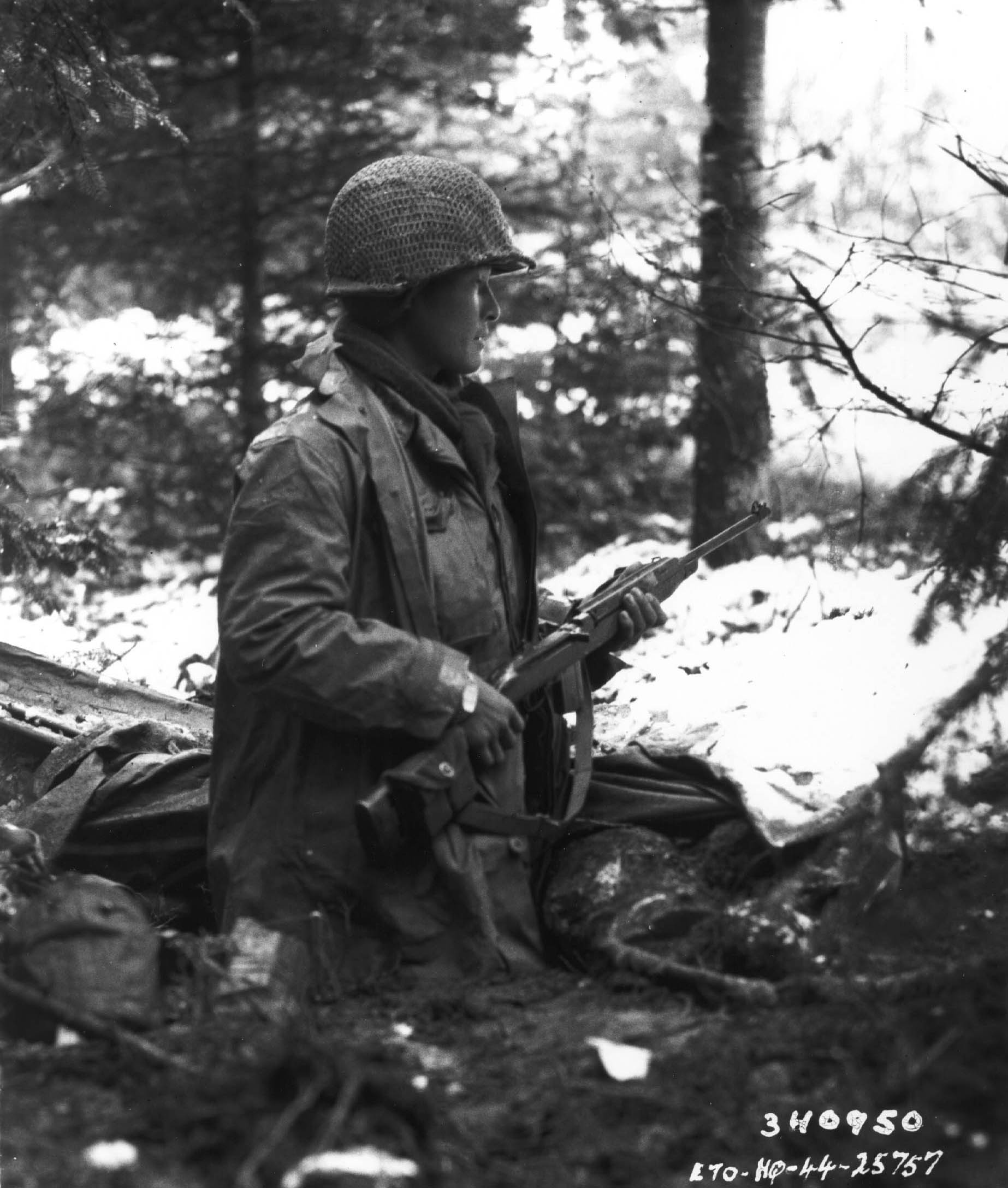
El 442 Regiment d'Infanteria, compost bàsicament de japonesos americans, lluità al front europeu mentre les famílies de la majoria dels soldats eren als camps de concentració als Estats Units.

El 442 Regiment d'Infanteria, que lluità al front europeu, el formaven japonesos americans voluntaris. Aquesta unitat fou la més guardonada entre les de la seva categoria i duració de tot l'exèrcit americà. I concretament el 522 Batalló d'Artilleria, integrat al 442 Regiment d'Infanteria, que servia a Baviera, alliberà almenys un dels camps de treball satèl·lits del camp de concentració de Dachau el 29 d'abril de 1945.

### Proves de lleialtat envers els Estats Units
Molts japonesos americans s'esforçaven per demostrar la seva lleialtat com a ciutadans dels Estats Units. Uns 20.000 soldats americans durant la Segona Guerra Mundial eren d'origen japonès. Sembla que "molts soldats japonesos americans van anar a la guerra per combatre el racisme del seu país" i van "provar amb la seva sang, els seus membres i els seus cossos que eren americans de debò". I no foren només homes, ja que un miler de dones japoneses foren voluntàries del WAC (Cos Femení de l'Exèrcit) on, després de rebre un entrenament bàsic molt rigorós, eren destinades a fer tasques de mecanògrafes, administratives i conductores. Satoshi Ito, que va estar internat en un camp, explica els esforços que feien els fills dels immigrants per demostrar el seu patriotisme envers els Estats Units. Diu que la seva mare li deia: "tu ets als Estats Units, has de ser millor a l'escola, et cal preparar-te per trobar una bona feina quan surtis a la societat d'allà a fora". Ito diu que ella li deia: "no siguis un granger calladet com jo, com nosaltres" per animar-lo a integrar-se amb èxit a la societat americana. El resultat fou que va treballar extraordinàriament dur per tal d'excel·lir a l'escola i després esdevenir professor al College of William & Mary. La seva història, junt amb les dels incomptables japonesos americans que van posar en perill la seva vida a la guerra, demostren fins a quin punt aquestes persones s'esforçaven per ser uns bons patriotes americans.

### Altres camps de concentració
Ben aviat, el 1939, quan va esclatar la guerra a Europa i mentre la lluita prenia força a l'Est d'Àsia, l'FBI, el Departament de Justícia i l'Exèrcit van començar a recollir informació i a vigilar els membres més influents de la comunitat japonesa dels Estats Units. Aquestes dades foren desades a l'anomenat "Índex de detenció en custòdia" (CDI). Els agents especials del Departament de Justícia classificaren els individus en tres grups: A, B i C, essent els A "més perillosos" i els C "possiblement perillosos".
Després de l'atac a Pearl Harbor, el president Roosevelt autoritzà el seu fiscal general a endegar un pla per detenir les persones que eren a les llistes de potencials enemics estrangers. Sota el mantell d'una ordre de detenció, l'FBI capturà aquests homes la vigília del 8 de desembre de 1941. Els van tancar en calabossos municipals i presons fins que els van traslladar als camps de detenció del Departament de Justícia, separats dels que tenia la WRA per a la resta de la població japonesa. Aquest camps funcionaven sota mesures de seguretat molt més extremes, com si es tractés de criminals, malgrat que no s'havia fet cap procediment criminal.
La presó de Crystal City (Texas) fou un dels llocs on foren empresonats ciutadans americans d'origen japonès, alemany, italià i d'altres països de l'Eix, junt amb els seus homòlegs procedents de diversos països d'Amèrica Llatina.
El govern canadenc també va confinar els seus ciutadans d'origen japonès durant la Segona Guerra Mundial, igualment per prevenció i prejudicis. Alguns països llatinoamericans de la costa del Pacífic, com ara el Perú, van internar els seus japonesos o be els van extradir als Estats Units perquè quedessin internats allà. Brasil, que té la colònia nikkeijin més gran del món, també els va posar sota control.

### Hawaii
Malgrat que els japonesos americans eren més d'un terç de la població total de Hawaii (el 34% o 35%), els empresaris locals es van resistir aferrissadament a que fossin internats o deportats als camps de concentració del continent, ja que en depenia tota l'economia de l'arxipèlag. Com que Hawaii encara no era un estat, sinó només un territori dels Estats Units, no tenia cap congressista ni senador que el representés democràticament. Aleshores, amb la histèria de l'època, alguns congressistes del continent van intentar sense èxit que tots els nissei fossin deportats de Hawaii. Es calcula que entre 1.200 i 1.800 persones d'origen japonès de Hawaii, entre immigrants japonesos i americans d'origen japonès, foren internats entre els cinc camps de concentració que es van establir a l'arxipèlag i els que hi havia al continent, cosa que suposaria menys d'un 2% del total de residents a les illes. "No es va donar cap explicació seriosa de per què... calia internar les persones d'origen japonès que hi havia al continent, i en canvi no les de Hawaii, on la major part de la població japonesa hawaiana es va deixar tranquil·la". Això va ser possible perquè el govern va declarar la llei marcial al territori de Hawaii, cosa que reduïa significativament el suposat risc de pràctiques d'espionatge i sabotatge per part de la població d'origen japonès.
Deportar 157.905 persones (el 35% dels 423.330 habitants de Hawaii, segons el cens de 1940), el grup ètnic més nombrós del Territori en aquella època, hauria estat una tasca molt complicada des del punt de vista logístic. A més, tota la societat hawaiana depenia del seu treball. Segons informes de l'època, "els japonesos, a força de concentrar els seus esforços en determinades indústries, han arribat a provocant un virtual estrangulament d'alguns sectors clau de l'economia de Hawaii", i "virtualment tenien accés a qualsevol feina remunerada, incloses les de més alt nivell i millor pagades". L'empresonament d'una part tan gran de la força de treball de l'arxipèlag hauria lesionat greument l'economia de Hawaii. Per tant, el temor infundat a que els japonesos americans poguessin atacar els Estats Units, no va poder res davant la certesa d'una caiguda massiva de l'economia.
El cap militar de Hawaii, tinent general Delos C. Emmons, prometé a la comunitat japonesa que seria ben tractada sempre que es mantigués lleial als Estats Units. De fet, se'n va sortir en el bloqueig dels intents de reubicar-los en camps de concentració per la via de destacar-ne els problemes logístics que suposava aquesta operació. Entre els que sí que foren detinguts, hi havia els líders polítics de la comunitat japonesa, com els diputats del Congrés territorial Thomas Sakakihara i Sanji Abe.
En total, es van establir cinc "Camps de Detenció de les Illes Hawaii". Un d'aquests camps és anterior a l'esclat de la guerra, i es destinava als "detinguts sota custòdia militar... a causa de la imposició de la llei marcial a la totalitat de les illes". Era situat a Sand Island, un illot a l'entrada del port de Honolulu; el 1943, tots els presoners de Sand Island foren transferits a un nou camp situat al sud-oest de l'illa d'Oahu. Els altres tres camps es localitzaven a les illes de Maui, Hawaii i Kauai.

### Llatinoamericans d'origen japonès
Durant la Segona Guerra Mundial, a partir de 1942, més de 2.200 llatinoamericans d'origen japonès foren internats en camps de concentració als Estats Units d'Amèrica sota el control del Servei d'Immigració, del Departament de Justícia. La majoria d'aquests internats, aproximadament 1.800, venien del Perú, uns 250 de Panamà, i la resta de Bolívia, Colòmbia, Costa Rica, Cuba, Equador, El Salvador, Mèxic, Nicaragua i Veneçuela.
El primer grup de 151 homes (141 procedents de Perú i 10 de l'Equador) arribà a San Francisco el 20 d'abril de 1942, a bord de l'Etolin, acompanyats de 360 alemanys i 14 italians de Perú, Equador i Colòmbia. Havien embarcat voluntàriament per ser deportats, creient que serien repatriats al Japó, però Immigració els denegà el visat i tot seguit els detingué acusats d'entrar il·legalment al país sense visat ni passaport. En tongades posteriors van anar arribant la resta de deportats "voluntaris", incloent les esposes i els fills dels primers deportats, fins a un total de 2.264 persones.
La intenció del Govern americà era utilitzar aquests deportats "voluntaris" per a un programa d'intercanvi d'ostatges amb el Japó i les altres potències de l'Eix. Està documentada una sola operació d'intercanvi que involucrà més de 1.300 persones d'origen japonès, alemany o italià a canvi d'un nombre similar de civils americans el 16 d'octubre de 1943 al port de Marmagao, al territori de la Goa Portuguesa, a l'oest de l'Índia. El 2 de setembre havien salpat amb el vaixell suec MS Gripsholm,
 van fer un parell de parades a ports de Llatinoamèrica per recollir alguns passatgers més, fins a arribar al nombre de 1.340 (el 55% dels quals eren japonesos) i a Marmagao foren transferits al vaixell japonès Teia Maru. A canvi, els ostatges americans (secretàries, majordoms, cuiners, empleats de les ambaixades, etc.) portats des de Tòquio van fer el camí invers entre un vaixell i l'altre. Com que els japonesos eren oficialment "voluntaris", no es va considerar que aquesta operació tingués cap implicació legal, i el Departament d'Estat es va afanyar a preparar una segona tramesa per al febrer de 1944, però l'escalada militar al Pacífic ho va impedir, i després tot es va complicar amb controvèrsies legals, ja que el Departament de Justícia no veia clara la legalitat del programa.
El Govern dels Estats Units intervingué en la deportació dels japonesos llatinoamericans per un convenciment (xenòfob) de que calia netejar tot el continent americà de japonesos. El secretari d'Estat Cordell Hull escrigué al president Roosevelt, "[que els Estats Units han de] continuar els nostres esforços per treure tots els japonesos d'aquestes repúbliques americanes per internar-los als Estats Units".
La població peruana va tenir una postura molt negativa contra la gent d'origen japonès, tant els que ja eren peruans com els immigrants japonesos, i el resultat fou que, després de la guerra i fins al 1950, el Perú es negà a acceptar el retorn dels japonesos peruans que havien estat deportats. Llevat dels pocs que s'havien casat amb peruans no japonesos, la majoria van quedar atrapats als Estats Units, i, tot i ser hispanoparlants, el Departament d'Estat va començar a deportar-los al Japó. L'advocat Wayne M. Collins, activista de la Unió Americana per les Llibertats Civils (ACLU), aconseguí aturar les deportacions de japonesos, ajudant-los a aconseguir la llibertat condicional amb una feina miserable a les granges de Seabrook (Nova Jersey). Collins va emprendre una batalla legal que no es resolgué fins 1953, quan, després de treballar sense papers durant deu anys, els japonesos peruans es van poder quedar als Estats Units ja com a nous ciutadans.

### El final de la detenció
El 18 de desembre de 1944, la Cort Suprema dels Estats Units va emetre dues sentències sobre la legalitat o no de l'empresonament massiu sota l'Ordre Executiva 9066. En el cas Korematsu v. United States, per 6 vots a 3 s'estableix que la condemna d'un nissei per haver violat l'ordre militar d'exclusió era encertada i que, en general, la deportació dels japonesos americans de la Costa Oest era constitucional. En canvi, en el cas Ex parte Endo se sentencià per unanimitat del Tribunal que els ciutadans americans lleials, independentment dels seus orígens, no podien ser detinguts sense càrrecs. En efecte, entre les dues sentències s'estableix que, si bé el desplaçament de ciutadans per necessitats militars era legal, el subsegüent empresonament no ho era. Amb això es començava a aplanar el camí de l'alliberament.
Tot i que algunes autoritats, com el mateix director de la WRA Dillon S. Myer, van pressionar perquè s'anul·lés abans l'ordre d'exclusió, això no va passar fins al 2 de gener de 1945. La decisió s'havia posposat fins després de l'elecció presidencial de novembre de 1944, perquè no pogués perjudicar la reelecció de Roosevelt. Molts joves interns havien estat "reubicats" a diverses ciutats del Mig-Oest o de la Costa Est per treballar o estudiar. La rewsta de la població desplaçada van començar a abandonar els camps per intentar refer les seves vides tornant a casa. Cada persona va rebre 25 dòlars i un bitllet de tren fins al lloc on vivien abans de la guerra, però molts havien perdut la feina o el negoci i, fins i tot, la casa. Alguns van emigrar al Japó, tot i que la majoria hi foren "repatriats" forçosos. Els camps romanien oberts per als residents que no tenien on anar, molts d'ells ancians "issei" i també famílies amb nens, però la WRA pressionava perquè marxessin eliminant progressivament serveis al camp. Quan finalment arribava la data del tancament oficial de cada camp, els veïns que hi quedaven eren trets a la força i enviats a la Costa Oest.
Nou dels deu camps de la WRA foren clausurats a finals del 1945, mentre que Tule Lake, que acollia els candidats a la deportació al Japó, va aguantar fins al 20 de març de 1946. Els japonesos llatinoamericans, la majoria procedents del Perú, que romanien retinguts als camps del Departament de Justícia a Santa Fe (Nou Mèxic) i Crystal City (Texas), van emprendre accions legals l'abril de 1946 per tal d'evitar ser deportats al Japó.

## Dificultats i pèrdues materials

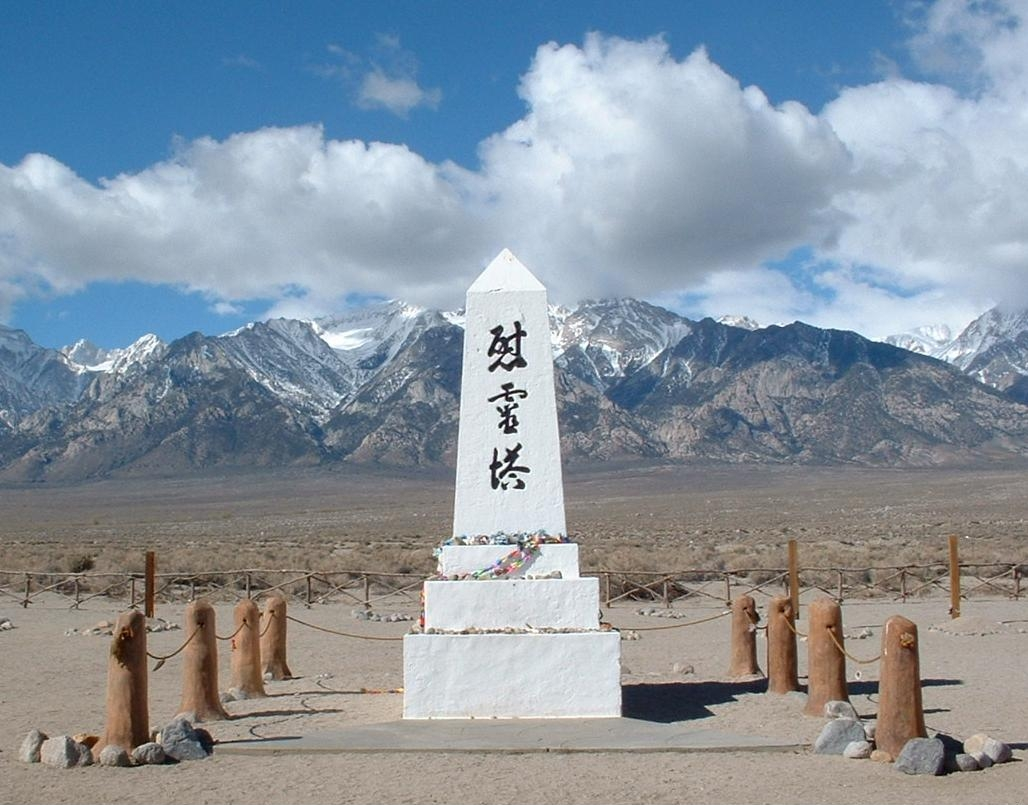
Un monument a Manzanar "per consolar de la mort les ànimes".

Molts internats van perdre propietats personals insubstituïbles a causa que en la deportació els van prohibir emportar-se al camp de concentració res que no poguessin carregar. Les pèrdues es deuen tant a robatoris com al deteriorament que van patir els objectes dipositats als magatzems governamentals. Abans de ser empresonats, es va prohibir als nikkeijin sortir de les zones militars o apartar-se més de 5 milles de casa seva, de manera que tots els que tenien la feina més lluny o bé treballaven viatjant van perdre la feina. Molts altres simplement foren despatxats de la feina perquè eren "japos".
Les lleis que regulaven la propietat dels estrangers als estats de la Costa Oest prohibien als "issei" recuperar les seves cases i granges d'abans de la guerra. Molts havien conreat la terra durant dècades com a masovers, però quan van ser forçats a marxar van perdre els seus drets a la terra. Altres "issei" (i també "nisei" que estaven de lloguer o bé que, essent propietaris, no tenien tots els terminis pagats) van trobar famílies disposades a ocupar casa seva o conrear les seves terres durant el temps que durés l'empresonament. En canvi, els que no van poder trobar ningú per arribar a un acord, van haver de malvendre les seves propietats a cuita-corrents, perdent-hi molts diners en mans dels especuladors, que van fer negocis molt lucratius.
A més d'aquestes pèrdues materials, cal recordar que algunes persones van morir o van patir malalties per la manca d'assistència sanitària als camps de concentració.
Set homes van morir a trets dels guàrdies dels camps: Kanesaburo Oshima, de 58 anys, quan intentava fugir de Fort Sill (Oklahoma); Toshio Kobata i Hirota Isomura, de 58 i 59 anys, quan els traslladaven a Lordsburg (Nou Mèxic); James Ito i Katsuji James Kanegawa, de 17 i 21 anys, durant la revolta de Manzanar, el desembre de 1942; James Hatsuaki Wakasa, de 65 anys, mentre caminava massa a prop de la tanca exterior de Topaz; i Shoichi James Okamoto, de 30 anys, en una discussió amb un guàrdia a Tule Lake.
El juny de 1945, el director de la WRA, Dillon S. Myer, denuncià trastorns psicològics als camps. Concretament, que els interns patien un increment de les depressions i els aclaparaven sentiments d'impotència i inseguretat personal. Betty Furuta explica que els japonesos es valen del gaman, que significaria més o menys "perseverància", per superar les dificultats, i això era mal entès pels no japonesos, que ho relacionaven amb introversió i manca d'iniciativa.
Els japonesos americans també es van trobar hostilitat i fins i tot violència quan van poder tornar a la Costa Oest. Sobretot a les àrees rurals del centre de Califòrnia, hi ha informes de dotzenes de tiroteigs, incendis i explosions contra les llars, negocis i centres de culte dels japonesos, a més d'actes vandàlics contra les seves tombes. En un dels pocs casos que van anar a judici, quatre homes foren acusats d'atacar la família Doi de Placer County (Califòrnia), provocant una explosió i un incendi a la seva granja el gener de 1945. Malgrat la confessió d'un dels homes, que implicava els altres, el jurat acceptà la teoria muntada per l'advocat defensor sobre que l'atac era un ben justificable intent de mantenir Califòrnia com "un país d'homes blancs", i els van absoldre tots quatre.
Per compensar als antics internats la pèrdua de les seves propietats, el Congrés dels Estats Units aprovà el 2 de juliol de 1948 una "Llei de reclamacions dels japonesos americans", que els permetia demanar compensacions per les propietats perdudes com "una raonable i natural conseqüència de l'evacuació o de l'exclusió". Però aleshores Hisenda (Internal Revenue Service) ja havia destruït la major part de la documentació dels impostos pagats entre 1939 i 1942 pels internats. A més, amb les presses i les limitacions que van envoltar la deportació i l'internament als camps, molt pocs van poder guardar els justificants dels impostos que havien pagat. Per tant, els reclamants ho van tenir extremament difícil per demostrar la legitimitat de les seves reclamacions. Acollint-se a aquesta Llei, els japonesos americans van presentar un total de 26.568 reclamacions per un import total de 148 milions de dòlars, dels quals només se'n van reconèixer i pagar uns 37 milions.

## Rectificació i reparacions per a les víctimes
Des dels anys 1960, una generació de japonesos americans joves, inspirada pel moviment afroamericà pels drets civils, inicià el que s'ha conegut com el Redress Movement, la pretensió d'aconseguir una disculpa oficial i les reparacions corresponents de part del govern federal per l'empresonament dels seus pares i avis durant la Segona Guerra Mundial. No se centraven tant en les pèrdues materials sofertes, com en la injustícia i patiment psicològic causats per l'empresonament en general a tot el col·lectiu. El primer èxit del moviment fou el 1976, quan el president Gerald Ford proclamà que l'internament havia estat "equivocat", i un "error nacional" que "mai no es tornarà a repetir".
La campanya per les reparacions s'inicià el 1978. La Lliga de Ciutadans Japonesos Americans (JACL), la principal organització japonesa d'Amèrica, i que havia col·laborat amb l'administració durant la guerra, s'uní al moviment. Es reclamaven tres mesures: 25.000 dòlars per a cada persona que hagués estat detinguda, una disculpa del Congrés reconeixent públicament que el govern dels Estats Units s'havia equivocat, i la dotació de fons per a una fundació educativa per als nens de les famílies japoneses.
El 1980, el Congrés creà la "Comissió per a la reubicació i l'internament de civils en temps de guerra" (CWRIC) amb l'encàrrec d'estudiar el problema. El 24 de febrer de 1983, la Comissió publicà un informe titulat Justícia personal denegada, on es condemna l'internament per injust i motivat pel racisme i la xenofòbia, més que per cap necessitat militar real. La Comissió recomanava el pagament d'una reparació de 20.000 dòlars a cada japonès americà que hagués patit l'internament.

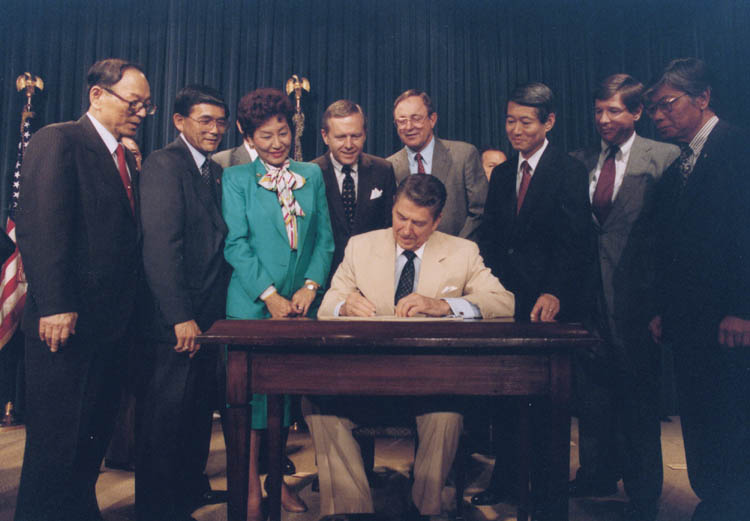
El president Ronald Reagan signa la Llei de llibertats civils, que garantia reparacions per als japonesos americans que havien estat internats.

El 1988, el president Ronald Reagan signa la Llei de llibertats civils, que havia estat defensada pel representant Norman Mineta i el senador Alan K. Simpson. Tots dos s'havien conegut quan Mineta era internat al Centre de reubicació Heart Mountain, a Wyoming. Aquesta Llei disposava el lliurament de 20.000 dòlars per a cada supervivent dels camps de concentració, fins a un total de 1.200 milions de dòlars. Les qüestions de a qui li corresponien les reparacions, la seva quantia, i fins i tot si eren apropiades les reparacions en diners, foren tema de discussió durant un temps entre la comunitat japonesa i el Congrés dels Estats Units.
El president George H. W. Bush tornà a disculpar-se en nom del govern dels Estats Units el 7 de desembre de 1991, en el 50è aniversari de l'atac a Pearl Harbor, dient:
El 27 de setembre de 1992, sota la Presidència de George H. W. Bush, una esmena a la Llei de llibertats civils de 1988 disposà un fons addicional de 400 milions per assegurar els seus 20.000 dòlars a tots els afectats que quedaven per indemnitzar.
Com a continuació del reconeixement de les injustícies comeses contra els japonesos americans, el 1992 el camp de Manzanar, a Califòrnia, fou declarat Monument Històric Nacional a l'efecte de "procurar la protecció i la interpretació dels recursos històrics, culturals i naturals associats a la reubicació dels japonesos americans durant la Segona Guerra Mundial". I el 2001, es va fer el mateix amb el camp de Minidoka, alhora que el pressupost dels estats Units d'aquell any autoritzava que tots deu camps de concentració fossin preservats com a Monuments Històrics Nacionals: "llocs com Manzanar, Tule Lake, Heart Mountain, Topaz, Amache, Jerome i Rohwer es mantinguin sempre com un record de quan aquest país va fallar en el seu més sagrat deure de protegir els seus ciutadans contra els prejudicis, la cobdícia i la burocràcia".
El 30 de gener de 2011, a Califòrnia se celebrà el primer "Dia de Fred Korematsu per les llibertats civils i la Constitució", com un esdeveniment anual, i que fou el primer acte d'homenatge a un ciutadà americà d'origen asiàtic. El 14 de juny de 2011, el president peruà Alan García demanà perdó per l'internament dels immigrants japonesos del seu país durant la Segona Guerra Mundial, molts dels quals foren transferits als Estats Units.

## Debat
Des del final de la Segona Guerra Mundial, hi hagué un debat sobre com s'havien d'anomenar els camps on el govern va tancar els japonesos americans. En deien "centres de reubicació de guerra", "camps d'internament" o "camps de concentració", i la controvèrsia continua actualment.
El 1998, l'ús del terme "camps de concentració" guanyà terreny de sobte per una exposició sobre aquest tema a Ellis Island (Nova York). La comunitat jueva es va oposar a anomenar així on havien estat els japonesos, però parlant es va arribar a una entesa entre ambdós col·lectius, ja que els jueus no podien monopolitzar el paper de víctimes.
De fet, com ha escrit l'exmagistrat del Tribunal Suprem dels Estats Units, jutge Tom C. Clark, el 1992:

## Museus
El Museu Nacional d'Història Americana (depenent de la Smithsonian Institution) té més de 800 objectes de la seva col·lecció, que es pot veure online. Fotografies, publicacions, manuscrits originals, obres d'art i objectes manufacturats comprenen la col·lecció d'ítems relacionats amb l'experiència dels japonesos americans.
El 1987, el Museu Nacional d'Història Americana inaugurà una exposició anomenada "Una unió més perfecta: els japonesos americans i la Constitució dels Estats Units". L'exposició examinava el procés constitucional a través de les experiències dels americans d'origen japonès abans, durant i després de la Segona Guerra Mundial, reflectides en més de 1.000 objectes i fotografies. L'exposició va tancar el 2004, però des del 8 de novembre de 2011 es pot consultar online, amb contingut compartit.
L'escola elemental de la Unitat 1, al Camp de Reubicació de Poston (Arizona), l'única escola que es conserva de tots els camps, i l'edifici més gran que resta a Poston, fou declarada Monument Històric Nacional el 2012.
El 2013 s'inaugurà el Museu de l'internament dels japonesos americans a McGehee (Arkansas), on s'explica la història de dos dels camps de concentració.

## Representacions en altres mitjans
- La novel·la No-No Boy (1956), de John Okada, és protagonitzada per un noi de Seattle que fou detingut i empresonat junt amb la seva família, per haver contestat que «no» a les dues darreres preguntes del qüestionari sobre la lleialtat. S'hi explora l'ambient post-bèl·lic al Nord-oest.[181]
- La novel·la Snow Falling on Cedars (1994), de David Guterson, i la pel·lícula del mateix títol (1999) es basen en l'internament de la família Imada al camp de Manzanar.[182][183]
- La novel·la When the Emperor was Divine de Julie Otsuka (2002) narra la història d'una família japonesa anònima empresonada al camp de Topaz, a Utah, però es basa en els records de la família de l'autora.[184]
- El cantant Fort Minor (Mike Shinoda) narra la història del seu avi a diversos camps a la cançó Kenji (2005).
- L'àlbum Peace Love Ukulele, de Jake Shimabukuro (2011), inclou una cançó titulada Go For Broke que parla del Regiment 442 de l'Exèrcit americà, compost íntegrament per japonesos procedents dels camps de concentració durant la Segona Guerra Mundial.[185]
- La novel·la Camp Nine, de Vivienne Schiffer (2013), està ambientada dins a prop del camp Rohwer per a l'internament de japonesos americans, a Arkansas.[186]
- L'episodi 81, Honor thy father, temporada 4, de la sèrie de televisió Hawaii 5.0, emès el desembre de 2013, va de la resolució d'un cas d'assassinat esdevingut 70 anys abans al camp de concentració de Honolulu.[187]
- El documental The Legacy of Heart Mountain (2014), explora l'experiència d'haver viscut al camp d'internament de Heart Mountain, a Cody (Wyoming).[188]
- El musical Allegiance, estrenat a San Diego (Califòrnia) el 2013, s'inspirava en el que visqué en un camp de concentració George Takei, que també hi actuava.[189]
- El documental Relocation, Arkansas, de Vivienne Schiffer (2015), explora les conseqüències de l'empresonament als dos camps d'Arkansas, Rohwer i Jerome.[190]
- La pel·lícula To Be Takei (2014) narra la infància de l'actor de Star Wars George Takei, que va passar diversos anys en un camp de concentració per a japonesos americans.[191][192]
- George Carlin, en els seus monòlegs sobre els drets individuals i de crítica al govern dels Estats Units, parlà de l'internament dels ciutadans americans d'origen japonès en camps de concentració.[193]